# São Paulo
São Paulo é um município brasileiro, capital do estado de São Paulo e cidade mais populosa do Brasil, da América e de todo o hemisfério sul. Listada pela Globalization and World Cities Research Network (GaWC) como uma cidade global alfa, exerce significativa influência internacional no comércio, finanças, artes e entretenimento. É a área urbana mais populosa do mundo fora da Ásia e a cidade lusófona mais populosa do planeta. Seu nome homenageia Paulo de Tarso e seus habitantes são conhecidos como paulistanos. O lema latino da cidade é Non ducor, duco, que se traduz como "Não sou conduzido, conduzo".
Fundada em 1554 por padres jesuítas, uma das cidades mais antigas continuadamente habitadas do continente americano, foi o centro dos colonizadores bandeirantes durante o Brasil Colônia, mas tornou-se uma força econômica relevante durante o ciclo do café em meados do século XIX. A partir desse período, transformou-se em palco de eventos marcantes da história brasileira, como o Grito do Ipiranga, a Semana de Arte Moderna, a Revolução de 1932 e o movimento Diretas Já. No século XX, consolidou seu papel como principal centro econômico nacional com a industrialização no Brasil, que fez da cidade um caldeirão cosmopolita, lar das maiores diásporas árabes, italianas e japonesas do mundo, com bairros étnicos como Bixiga, Bom Retiro e Liberdade, além de pessoas de mais de 200 outros países. A região metropolitana da cidade, popularmente chamada de Grande São Paulo, é a mais populosa do Brasil e uma das mais populosas do mundo, com cerca de 20 milhões de habitantes. O processo de conurbação entre as regiões metropolitanas do entorno da Grande São Paulo também criou a Macrometrópole Paulista, a primeira megalópole do hemisfério sul, com mais de 30 milhões de habitantes.
São Paulo é a maior economia urbana da América Latina, representando cerca de 10% do PIB brasileiro e por volta de 30% do PIB paulista. A cidade é sede da B3, a maior bolsa de valores latino-americana em capitalização de mercado, e possui diversos distritos financeiros, principalmente nas áreas ao redor das avenidas Paulista, Faria Lima e Berrini. São Paulo abriga 63% das multinacionais estabelecidas no Brasil e é a fonte de cerca de um terço da produção científica brasileira, sendo um dos 100 clusters de inovação e tecnologia mais avançados do mundo. Sua principal universidade, a Universidade de São Paulo, é frequentemente considerada a melhor do Brasil e da América Latina, enquanto a cidade é regularmente classificada como uma das melhores do mundo para ser um estudante universitário nos relatórios anuais QS World University Rankings. A metrópole também abriga vários dos arranha-céus mais altos do Brasil, como os edifícios Alto das Nações, Platina 220, Figueira Altos do Tatuapé, Mirante do Vale, Itália, Altino Arantes e Torre Norte. É a capital com o melhor saneamento básico, a segunda mais desenvolvida, de acordo com o Índice FIRJAN de Desenvolvimento Municipal (2025), e a sexta em Índice de Progresso Social (IPS) do país.
A cidade é um dos principais pólos culturais da América Latina e abriga monumentos, parques e museus como Memorial da América Latina, Parque do Ibirapuera, Museu do Ipiranga, Pinacoteca, Cinemateca, Itaú Cultural, Museu de Arte de São Paulo, Museu Catavento, Museu do Futebol, Museu da Língua Portuguesa e Museu da Imagem e do Som. Além disso, recebe eventos relevantes como Bienal Internacional de Arte de São Paulo, São Paulo Fashion Week, São Paulo Jazz Festival, Lollapalooza, Primavera Sound, The Town Festival, Comic Con Experience e Parada do Orgulho LGBT, o segundo maior evento LGBT do mundo. São Paulo também já foi sede de muitos eventos esportivos, como as Copas do Mundo FIFA de 1950 e 2014, os Jogos Pan-Americanos de 1963 e a São Paulo Indy 300, além de sediar anualmente o Grande Prêmio de São Paulo de Fórmula 1 e a Corrida Internacional de São Silvestre.

## História

### Primeiros povos
A área onde está situada a Grande São Paulo era habitada principalmente pela tribo indígena dos guaianás no período pré-cabralino, povo que também dominava a região do atual Vale do Ribeira. Os índios guaianás eram caçadores-coletores nômades. Eles não habitavam em ocas e tinham o hábito de viver em covas forradas com peles de animais e ramas. No início do século XIX, esse povo indígena estava extinto.

### Fundação
A povoação de São Paulo dos Campos de Piratininga (topônimo indígena que significa “peixe seco” ou "peixe a secar", após a cheia do rio), por sua vez, surgiu em 25 de janeiro de 1554 com a construção de um colégio jesuíta (atual Pátio do Colégio) por doze padres, entre eles Manuel da Nóbrega e José de Anchieta, no alto de uma colina escarpada, entre os rios Anhangabaú e Tamanduateí. Tal colégio, que funcionava num barracão feito de taipa de pilão, tinha por finalidade a catequese dos índios que viviam na região do Planalto de Piratininga, separados do litoral pela Serra do Mar, chamada pelos índios de "Serra de Paranapiacaba". O nome São Paulo foi escolhido porque o dia da fundação do colégio foi 25 de janeiro, mesmo dia no qual a Igreja Católica celebra a conversão do apóstolo Paulo de Tarso, conforme disse o padre José de Anchieta em carta à Companhia de Jesus: "A 25 de Janeiro do Ano do Senhor de 1554 celebramos, em paupérrima e estreitíssima casinha, a primeira missa, no dia da conversão do Apóstolo São Paulo e, por isso, a ele dedicamos nossa casa!".
O povoamento da região do Pátio do Colégio teve início em 1560, quando, na visita de Mem de Sá, governador-geral do Brasil, à Capitania de São Vicente, este ordenou a transferência da população da vila de Santo André da Borda do Campo, fundada em 1553 por João Ramalho e situada no caminho do mar (atual região do ABC paulista), para os arredores do colégio, denominado "Colégio de São Paulo de Piratininga", local alto e mais adequado (uma colina escarpada vizinha a uma grande várzea, a Várzea do Carmo, por um lado e, pelo outro lado, por outra baixada, o Vale do Anhangabaú), para melhor se proteger dos ataques dos índios.
Em 1562, no entanto, incomodados com a aliança entre tupiniquins e portugueses, os índios tupinambás, unidos na Confederação dos Tamoios, lançam uma série de ataques contra a vila em 9 de julho, no episódio conhecido como Cerco de Piratininga. A defesa organizada por Tibiriçá e João Ramalho obriga os indígenas a recuarem em 10 de julho do mesmo ano. Ainda em 1590, com a iminência de um novo ataque a cidade novamente se prepara com obras de defesa. Na virada do século XVII, os ataques de indígenas diminuem e se consolida o povoamento, nas palavras de Alcântara Machado: "Afinal, com o recuo, a submissão e o extermínio do gentio vizinho, mais folgada se torna a condição dos paulistanos e começa o aproveitamento regular do chão".

### Capital de capitania
São Paulo permaneceu, durante os dois séculos seguintes, como uma vila pobre e isolada do centro de gravidade da colônia, o litoral, e se mantinha por meio de lavouras de subsistência. São Paulo foi, por muito tempo, a única vila no interior do Brasil. Esse isolamento de São Paulo se dava principalmente porque era dificílimo subir a Serra do Mar a pé da Vila de Santos ou da Vila de São Vicente para o Planalto de Piratininga. Subida esta que era feita pelo Caminho do Padre José de Anchieta. Mem de Sá, quando de sua visita à Capitania de São Vicente, proibira o uso do "Caminho do Piraiquê" (hoje Piaçaguera), por serem, nele, frequentes os ataques dos índios.
No século XVII, homens que trabalhavam na região sudeste com a exploração de minérios, escravização de indígenas e captura de escravos fugitivo, que em sua época eram conhecidos como "paulistas" ou "sertanistas", foram os responsáveis pelo início das expedições das bandeiras, que geralmente partiam da cidade de São Paulo seguindo o curso dos rios, criando trilhas e pontos de apoio que depois se transformariam em cidades. Essas explorações, que acabaram por ampliar o território da colônia do Estado do Brasil, tinham como principal objetivo a captura de indígenas para a escravidão através de ataques à aldeias e missões jesuíticas. Os principais "bandeirantes", como esses homens ficaram conhecidos posteriormente, foram Fernão Dias Pais, Manuel de Borba Gato, Bartolomeu Bueno da Silva (Anhanguera), Domingos Jorge Velho, Antônio Raposo Tavares, Nicolau Barreto e Manuel Preto.
Em 22 de março de 1681, o Marquês de Cascais, donatário da Capitania de São Vicente, transferiu a capital da Capitania de São Vicente para a Vila de São Paulo, que passou a ser a "Cabeça da Capitania". A nova capital foi instalada, em 23 de abril de 1683, com grandes festejos públicos.
Por ser a região mais pobre da colônia portuguesa na América, em São Paulo teve início a atividade dos bandeirantes, que se dispersaram pelo interior do país à caça de índios porque, sendo extremamente pobres, os paulistas não podiam comprar escravos africanos. Saíam, também, em busca de ouro e de diamantes. A descoberta do ouro na região de Minas Gerais, na década de 1690, fez com que as atenções do reino se voltassem para São Paulo.
Foi criada, então, em 3 de novembro de 1709, a nova Capitania de São Paulo e Minas de Ouro, quando foram compradas, pela coroa portuguesa, a Capitania de São Paulo e a Capitania de Santo Amaro de seus antigos donatários. Em 11 de julho de 1711, a Vila de São Paulo foi elevada à categoria de cidade. Logo em seguida, por volta de 1720, foi encontrado ouro, pelos bandeirantes, nas regiões onde se encontram hoje a cidade de Cuiabá e a Cidade de Goiás, fato que levou à expansão do território brasileiro para além da Linha de Tordesilhas.
Quando o ouro esgotou, no final do século XVIII, teve início o ciclo econômico paulista da cana-de-açúcar, que se espalhou pelo interior da Capitania de São Paulo. Pela cidade de São Paulo, era escoada a produção açucareira para o Porto de Santos. Nessa época, foi construída a primeira estrada moderna entre São Paulo e o litoral: a Calçada do Lorena.

### Período imperial
Após a Independência do Brasil, ocorrida onde hoje fica o Monumento do Ipiranga, São Paulo recebeu o título de Imperial Cidade, conferido por Dom Pedro I do Brasil em 1823. Em 1827, houve a criação de cursos jurídicos no Convento de São Francisco (que daria origem à futura Faculdade de Direito do Largo de São Francisco), e isso deu um novo impulso de crescimento à cidade, com o fluxo de estudantes e professores, graças ao qual, a cidade passa a ser denominada Imperial Cidade e Burgo dos Estudantes de São Paulo de Piratininga.
Outro fator do crescimento de São Paulo foi a expansão da produção do café, inicialmente na região do Vale do Paraíba paulista, e depois nas regiões de Campinas, Rio Claro, São Carlos e Ribeirão Preto. De 1869 em diante, São Paulo passa a beneficiar-se de uma ferrovia que liga o interior da província de São Paulo ao porto de Santos, a Estrada de Ferro Santos-Jundiaí, chamada de A Inglesa.
Surgem, no final do século XIX, várias outras ferrovias que ligam o interior do estado à capital, São Paulo. São Paulo tornou-se, então, o ponto de convergência de todas as ferrovias vindas do interior do estado. A produção e exportação de café permite à cidade e à província de São Paulo, depois chamada de Estado de São Paulo, um grande crescimento econômico e populacional.
De meados desse século até o seu final, foi o período que a província começou a receber uma grande quantidade de imigrantes, em boa parte italianos, dos quais muitos se fixaram na capital, e as primeiras indústrias começaram a se instalar.

### República Velha
Com o fim do Segundo Reinado e início da República a cidade de São Paulo, assim como o estado de São Paulo, tem grande crescimento econômico e populacional, também auxiliado pela política do café com leite e pela grande imigração europeia e asiática para São Paulo. Sobre o grande número de imigrantes na capital paulista, Cornélio Pires recolheu, em seu livro "Sambas e Cateretês", uma modinha, de 1911, de Dino Cipriano, que descreve a impressão que o homem do interior tinha da capital paulista:"!Só úa coisa aquí in S. Pólo que eu já ponhei in reparo: que só se vê é estrangero! Brasilêro é muito raro!".
Durante a República Velha (1889–1930), São Paulo passou por um processo de transformação, deixando de ser um centro regional para se tornar uma metrópole nacional. O maior crescimento relativo da cidade ocorreu na década de 1890, quando sua população dobrou. Em 1879, foi loteado o bairro Campos Elíseos, o primeiro bairro nobre e planejado da capital, que refletia o luxo e a ostentação da elite cafeeira. Outros bairros abastados surgiram nas décadas seguintes, como Santa Cecília (1880), Cerqueira César (1890), e Higienópolis (1895). Este último foi desenvolvido seguindo os preceitos do Higienismo, em resposta às epidemias de febre amarela e varíola que assolavam áreas mais densamente povoadas e insalubres da cidade.
O auge do período do café é representado pela construção da segunda Estação da Luz (o atual edifício) no final do século XIX e pela inauguração da avenida Paulista em 1900, onde foram erguidas muitas mansões. No início do século XX, o vale do rio Anhangabaú foi ajardinado, e a região situada à sua margem esquerda passou a ser conhecida como Centro Novo, no atual distrito da República. Nesse mesmo período, a sede do governo paulista foi transferida do Pátio do Colégio para o Palácio dos Campos Elíseos, refletindo o movimento de expansão e modernização da cidade.
São Paulo abrigou, em 1922, a Semana de Arte Moderna que foi um marco na história da arte no Brasil. Em 1929, São Paulo ganha seu primeiro arranha-céu, o edifício Martinelli. As modificações realizadas na cidade por Antônio da Silva Prado, o Barão de Duprat e Washington Luís, que governaram de 1899 a 1919, contribuíram para o clima de desenvolvimento da cidade; alguns estudiosos consideram que a cidade inteira foi demolida e reconstruída naquele período.
Com o crescimento industrial da cidade, no século XX, para a qual contribuiu também as dificuldades de acesso às importações durante a Primeira Guerra Mundial, a área urbanizada da cidade passou a aumentar, sendo que alguns bairros residenciais foram construídos em lugares de chácaras. A partir da década de 1920 com a retificação do curso de rio Pinheiros e reversão de suas águas para alimentar a Usina Hidrelétrica Henry Borden, terminaram os alagamentos nas proximidades daquele rio, permitindo o surgimento de loteamentos de alto padrão criados pela Companhia City e por outras empresas de urbanismo. Adotando modelos urbanísticos inspirados no movimento "Garden City " foram criados os bairros-jardins. O Jardim América, localizado na região dos Jardins, é considerado o pioneiro do tipo na América do Sul. Foi inaugurado no ano de 1915 e teve seu projeto urbanístico delineado pelo arquiteto e urbanista Barry Parker, inglês que também planejou o primeiro bairro-jardim londrino. Na mesma época surgiram: Interlagos (1920), Brooklin Velho, Alto de Pinheiros e Pacaembu (1925). Em 1928, São Paulo alcançou seu primeiro milhão de habitantes, consolidando-se como uma metrópole nacional e um importante centro industrial do Brasil.
Também no início da década de 1920 ocorreu a Revolta Paulista de 1924, conflito armado travado nos bairros operários próximos ao centro da cidade de São Paulo e que durou 23 dias, de 5 a 28 de julho, deixando centenas de mortos e milhares de feridos. O confronto entre as tropas federais do presidente Artur Bernardes e parte do Exército Brasileiro, foi classificado pelo governo federal como uma conspiração, motim e "revolta contra a Pátria, sem fundamento, encabeçada por membros desordeiros do Exército Brasileiro".
Entre os motivos que desencadearam a revolta, estavam a crise econômica brasileira, com a queda nas exportações depois da Primeira Guerra Mundial e a crise política, com a insatisfação de alguns grupos políticos com a concentração de poder entre representantes dos estados de São Paulo e Minas Gerais. Esses grupos formaram o movimento Reação Republicana, que pedia a proteção para todos os produtos brasileiros, não somente para o café, como era usual. O movimento apoiou o carioca Nilo Peçanha nas eleições de 1922, vencidas por Arthur Bernardes, natural de Minas Gerais. Alguns militares se opuseram a que ele assumisse a presidência, o que iniciou as desavenças entre parte das Forças Armadas e o Governo Federal, que culminaram com a revolta de 1924.
No final da década mais precisamente entre os anos de 1928 e 1933 foram elaboradas plantas cadastrais do município por uso da aerofotogrametria em escala 1:5 000 e 1:1 000, sendo este o primeiro executado no Brasil e um dos primeiros do mundo, com isso o município de São Paulo ganhava um grande detalhamento de seu território por meio da execução rápida quando comparado com levantamentos topográficos, método anteriormente utilizado.

### Revolução de 1932 à contemporaneidade
Em 1932, São Paulo se mobiliza no seu maior movimento cívico: a revolução constitucionalista, quando toda a população se engaja na guerra contra o "Governo Provisório" de Getúlio Vargas. Em 1934, com a reunião de algumas faculdades criadas no século XIX e a criação de outras, é fundada a Universidade de São Paulo (USP), hoje a maior do Brasil.
O primeiro grande projeto para a instalação industrial na cidade foi o complexo industrial das indústrias Matarazzo na Barra Funda, na avenida Francisco Matarazzo, que aos poucos se expandia na cidade. Na década de 1930, os irmãos Jafet, atuando no ramo de tecidos, Rodolfo Crespi, os irmãos Puglisi Carbone e a família Klabin, que fundaria a primeira grande indústria de celulose do Brasil, a Klabin. Outro grande surto industrial deu-se, durante a Segunda Guerra Mundial, devido à crise na cafeicultura na década de 1930 e às restrições ao comércio internacional durante a guerra, o que fez a cidade ter uma taxa de crescimento econômico muito elevada que se manteve elevada no pós-guerra.
Em 1947, São Paulo ganha sua primeira rodovia asfaltada: a Via Anchieta (construída sobre o antigo traçado do Caminho do Padre José de Anchieta), liga a capital ao litoral paulista. Na década de 1950, São Paulo era conhecida como A cidade que não pode parar e como A cidade que mais cresce no mundo. Em 1953, ocorre a primeira eleição direta para a prefeitura da cidade, sendo eleito o candidato Jânio Quadros. São Paulo realizou uma grande comemoração, em 1954, do "Quarto Centenário" de fundação da cidade. É inaugurado o Parque do Ibirapuera, lançados muitos livros históricos e descoberta a nascente do rio Tietê em Salesópolis. Com a transferência, a partir da década de 1950, de parte do centro financeiro da cidade que fica localizado no centro histórico (na região chamada de ("Triângulo Histórico"), para a Avenida Paulista, as suas mansões foram, na sua maioria, substituídas por grandes edifícios.

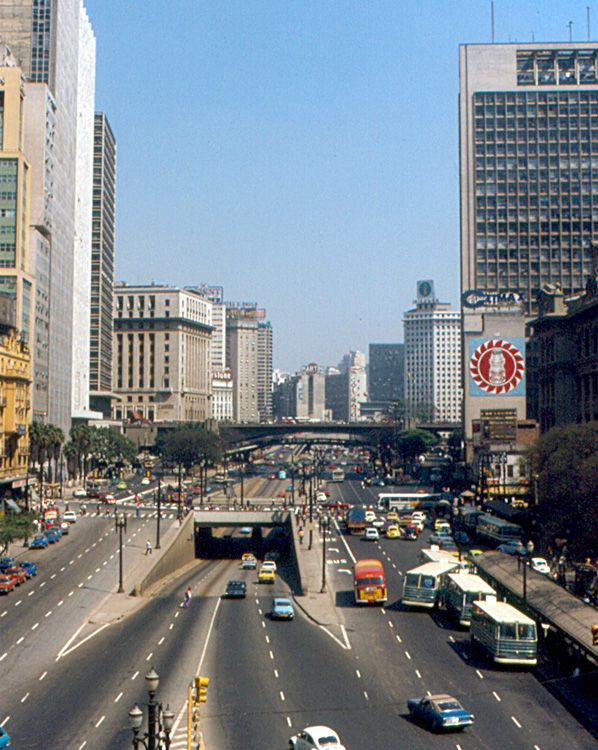
Avenida Prestes Maia em 1974

No período da década de 1930 até a década de 1960, os grandes empreendedores do desenvolvimento de São Paulo foram o prefeito Francisco Prestes Maia e o governador do estado de São Paulo Ademar de Barros, o qual também foi prefeito de São Paulo entre 1957 e 1961. Prestes Maia projetou e implantou, na década de 1930, o "Plano de Avenidas para a Cidade de São Paulo", que revolucionou o trânsito de São Paulo. Estes dois governantes são os responsáveis, também, pelas duas maiores intervenções urbanas, depois do Plano de Avenidas, e que mudaram São Paulo: a retificação do rio Tietê com a construção de suas marginais e do Metrô de São Paulo: em 13 de fevereiro de 1963, o Barros e Maia criaram as comissões (estadual e municipal) de estudos para a elaboração do projeto básico do Metrô de São Paulo, e destinaram ao Metrô suas primeiras verbas. No início dos anos 1960, São Paulo já somava cerca de quatro milhões de habitantes, quando se tornou a maior cidade do Brasil.
Com a instauração do regime militar no Brasil em 1964, Prestes Maia é mantido no cargo de prefeito, administrando a cidade até 7 de abril de 1965, poucos dias antes de sua morte. No dia seguinte, assume a prefeitura José Vicente Faria Lima, que em sua gestão deu início à construção do metrô de São Paulo. A partir de 1969, com a edição do Ato Institucional n° 3, as eleições diretas para prefeito são suspensas e São Paulo passa a ter seus prefeitos nomeados pelo governador do estado. O primeiro deles foi Paulo Maluf (1969-1971), seguido por Figueiredo Ferraz (1971-1973), Miguel Colasuonno (1973-1975), Olavo Setúbal (1977-1979), Reinaldo de Barros (1979-1982), Antônio Salim Curiati  (1982-1983) e Mário Covas (1983-1985).

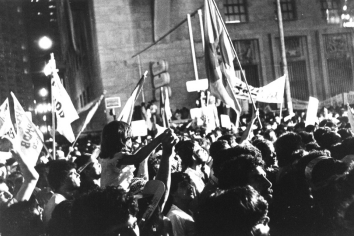
Passeata no centro de São Paulo, em 16 de abril de 1984, parte das Diretas Já

Em 27 de novembro de 1983, São Paulo foi palco pela primeira vez das Diretas Já, um movimento que reuniu milhares de pessoas em frente ao estádio do Pacaembu e que reivindicava a volta das eleições diretas para Presidente da República. A cidade voltaria a ser palco do movimento outras duas vezes em 1984, a primeira no dia 25 de janeiro e a segunda em 16 de abril, em um ato que reuniu cerca de 1,5 milhões de pessoas.
Em 15 de novembro de 1985, São Paulo volta a ter eleições diretas para a prefeitura, sendo eleito o candidato Jânio Quadros, ex-prefeito da cidade, ex-governador do estado e ex-presidente da República. Nas eleições de 1988, São Paulo elegeu Luiza Erundina, primeira mulher a governar a cidade. De 1993 a 1997, o ex-prefeito Paulo Maluf administrou a cidade pela segunda vez, sendo sucedido por Celso Pitta (1997-2000), Marta Suplicy (2001-2004), José Serra (2005-2006) e seu vice Gilberto Kassab (2006-2012), Fernando Haddad (2013-2016), João Doria (2017-2018), Bruno Covas (2019-2021) e Ricardo Nunes (2021-presente).
No final do século XX e início do século XXI, São Paulo se tornou o principal centro financeiro da América do Sul e uma das cidades mais populosas do mundo. Como a cidade brasileira mais influente no cenário global, São Paulo é atualmente classificada como uma cidade global alfa. A metrópole possui o 23.º maior PIB do mundo, representando, isoladamente, 9,2% de todo o PIB brasileiro e 34% do PIB do estado em 2018, sendo ainda responsável por 28% de toda a produção científica nacional em 2005.

## Geografia
São Paulo é a capital do estado mais populoso do Brasil, São Paulo, situando-se na latitude 23°33'01'' sul e na longitude 46°38'02'' oeste. É a única capital estadual do país cortada pela linha imaginária do trópico de Capricórnio, mais exatamente na zona norte da capital, onde há um marco construído no Horto Florestal. Em área territorial, é o nono maior município de seu estado, com 1 521,11 km² (0,6128% do território paulista), dos quais 949,611 km² constituem a área urbana (2019), a maior do país.
A geologia local é constituída por terrenos policíclicos. representados por rochas metamórficas, migmatitos e granitoides, onde assentam-se sedimentos cenozoicos das bacias sedimentares locais. A altitude do município, tomando como referência o marco zero da cidade na Praça da Sé, é de 760 metros, atingindo o máximo de 1 135 metros no Pico do Jaraguá, localizado no Parque Estadual do Jaraguá, na Serra da Cantareira, onde se encontra também a segunda maior floresta urbana do mundo, no Parque Estadual da Cantareira.
Faz limite com Caieiras e Mairiporã ao norte; Guarulhos a nordeste; Itaquaquecetuba, Poá e Ferraz de Vasconcelos a leste; Mauá, Santo André, São Caetano do Sul, São Bernardo do Campo e Diadema a sudeste; São Vicente e Itanhaém a sul; Juquitiba, Embu-Guaçu, Itapecerica da Serra, Embu das Artes, Taboão da Serra, Cotia, Osasco e Barueri a oeste e, a noroeste, Santana de Parnaíba e Cajamar, totalizando 23 municípios, fazendo de São Paulo o município brasileiro com mais limites.

### Hidrografia
São Paulo está localizada junto à bacia do rio Tietê, tendo as sub-bacias do rio Pinheiros e do rio Tamanduateí papéis importantes em sua configuração. Seus rios já foram uma importante fonte de água e de lazer. No entanto, efluentes industriais pesados e descargas de águas residuais no final do século XX fizeram com que os rios ficassem fortemente poluídos. Um programa de limpeza substancial para ambos os rios está em andamento (vide Projeto Tietê), financiado através de uma parceria entre o governo local e os bancos internacionais de desenvolvimento, como o Banco Interamericano de Desenvolvimento (BID). O rio é navegável no trecho que atravessa a cidade, embora o transporte de água se torne cada vez mais importante no rio Tietê devido à Hidrovia Tietê-Paraná.
Não existem grandes lagos naturais na região, mas os reservatórios Billings e Guarapiranga nos subúrbios do sul da cidade são usados para geração de energia, armazenamento de água e atividades de lazer. A flora original da área consistiu principalmente em angiospermas perenifólias. As espécies não nativas são comuns, o clima ameno e as chuvas abundantes permitem cultivar a multidão de plantas tropicais, subtropicais e temperadas, especialmente o onipresente eucalipto. O norte do município contém parte do Parque Estadual Cantareira de 7 917 hectares, criado em 1962, que protege uma grande parte do abastecimento de água metropolitana de São Paulo. Em 2015, São Paulo experimentou uma grande seca, que levou várias cidades do estado a iniciar o sistema de racionamento.

### Problemas ambientais
A poluição do ar no município é intensa, devido principalmente à enorme quantidade de automóveis que circulam diariamente em suas ruas, avenidas e rodovias. A Organização Mundial da Saúde (OMS) estabelece um limite de 20 microgramas de material particulado por metro cúbico de ar como uma média anual segura. Em uma avaliação realizada pela OMS entre mais mil cidades ao redor do mundo em 2011, a cidade de São Paulo foi classificada na 268.ª posição entre as mais poluídas, com uma taxa média de 38 microgramas por metro cúbico, índice bastante superior ao limite imposto pela organização, mas inferior ao de outras cidades brasileiras, como o Rio de Janeiro (64 microgramas por metro cúbico). Um estudo de 2013 apontou que a poluição atmosférica na cidade causa mais mortes do que os acidentes de trânsito.
Além da poluição atmosférica, o município tem sérios problemas devido à poluição hídrica, concentrada principalmente em seus dois principais rios: o rio Tietê, altamente degradado e um dos rios mais poluídos do país, e o rio Pinheiros. No entanto, ambos passam pelo processo de despoluição, tendo o Projeto Tietê sido criado em 1992 e já custou 2,7 bilhões de dólares; do mesmo modo, já foram gastos, em 25 anos desde seu lançamento até 2021, cerca de 28,5 bilhões de reais em projetos de recuperação do segundo. Em 2019, foi criado o Projeto Novo Rio Pinheiros, sob a administração de João Doria, cujo intuito é reduzir o esgoto lançado em afluentes, melhorar a qualidade das águas e revitalizar as margens até 2026; a previsão inicial era até 2022.
O problema do abastecimento equilibrado de água para a cidade — e para a metrópole, de uma forma geral — também se configura como questão preocupante: São Paulo possui poucas fontes de água em seu próprio perímetro, tendo de buscá-la em bacias hidrográficas distantes. O problema da poluição da água também é agravado pela ocupação irregular das áreas de mananciais, ocasionada pela expansão urbana, impulsionada pela dificuldade de acesso à terra e à moradia em áreas centrais por parte da população de baixa renda e associada à especulação imobiliária e precariedade nos novos loteamentos. Com isto, também ocorre uma sobrevalorização do transporte individual sobre o transporte coletivo — levando à atual taxa de mais de um veículo para cada dois habitantes e agravando o problema da poluição ambiental.
De modo a abrandar os impactos causados em zonas de alagamento, São Paulo, no período de 2020 a 2023, criou 320 jardins de chuva com uma área total de 86.767 metros quadrados, a maior rede de jardins de chuva da América Latina. Em 2023, durante a COP-28, a prefeitura da cidade comprometeu-se em investir mais de 15 bilhões de reais em áreas de sustentabilidade, como cobertura vegetal, energia limpa, agricultura urbana e redução de gases do efeito estufa.

### Parques e biodiversidade
São Paulo está localizada em uma área de ecótono entre 3 biomas: floresta ombrofila mista, floresta ombrófila densa e cerrado; este último apresentava algumas espécies vegetais nativa dos pampas na cidade. Ocorriam diversas espécies típicas de ambos os biomas, dentre elas podemos citar: araucárias, pitangueiras, cambucís, ipês, jabuticabeiras, palmeiras jerivás, muricís-do-campo, jequitibá-branco, etc. Atualmente, pouco resta da vegetação original da cidade e a maior parte que é plantada nas ruas, praças e parques é de origem exótica e também brasileira mas de outras regiões. Algumas dessas espécies são até invasoras e acabam ameaçando e invadindo áreas de vegetação nativa preservada.
Até em 2017, São Paulo possuía 106 parques municipais e sete estaduais, como o Parque Estadual Turístico da Cantareira, parte da Reserva da Biosfera do Cinturão Verde de São Paulo e que abriga uma das maiores florestas urbanas do planeta com 7 900 hectares de extensão, o Parque Estadual das Fontes do Ipiranga, o Parque Ibirapuera, o Parque Ecológico do Tietê, a Área de Proteção Ambiental Capivari-Monos, o Parque Estadual da Serra do Mar, o Parque Anhanguera, o Parque Villa-Lobos, o Parque do Povo e o Parque Estadual do Jaraguá, tombado como Patrimônio da Humanidade pela Unesco em 1994.
No município é possível observar pássaros florestais que geralmente aparecem na primavera, devido ao cinturão de mata nativa que ainda cerca a região metropolitana. Espécies como o sabiá-laranjeira, sanhaço, bem-te-vi e colibri são as mais comuns. Apesar da intensa poluição, os principais rios da cidade, o Tietê e o Pinheiros, abrigam várias espécies de animais como capivaras, gaviões, quero-quero, garças africanas e ratões do banhado. Outras espécies encontradas no município são o veado-catingueiro, bugio, tucano-de-bico-verde e pavão-do-mato.
Em 2023, possuía mais de 54% de áreas verdes de seu território total, distribuídas em mais de 35 mil hectares, acima dos 12 m² por habitante recomendado pela Organização Mundial da Saúde (OMS), sendo a capital mais sustentável do país, de acordo com o Índice de Desenvolvimento Sustentável das Cidades (IDSC) de 2023.

### Clima

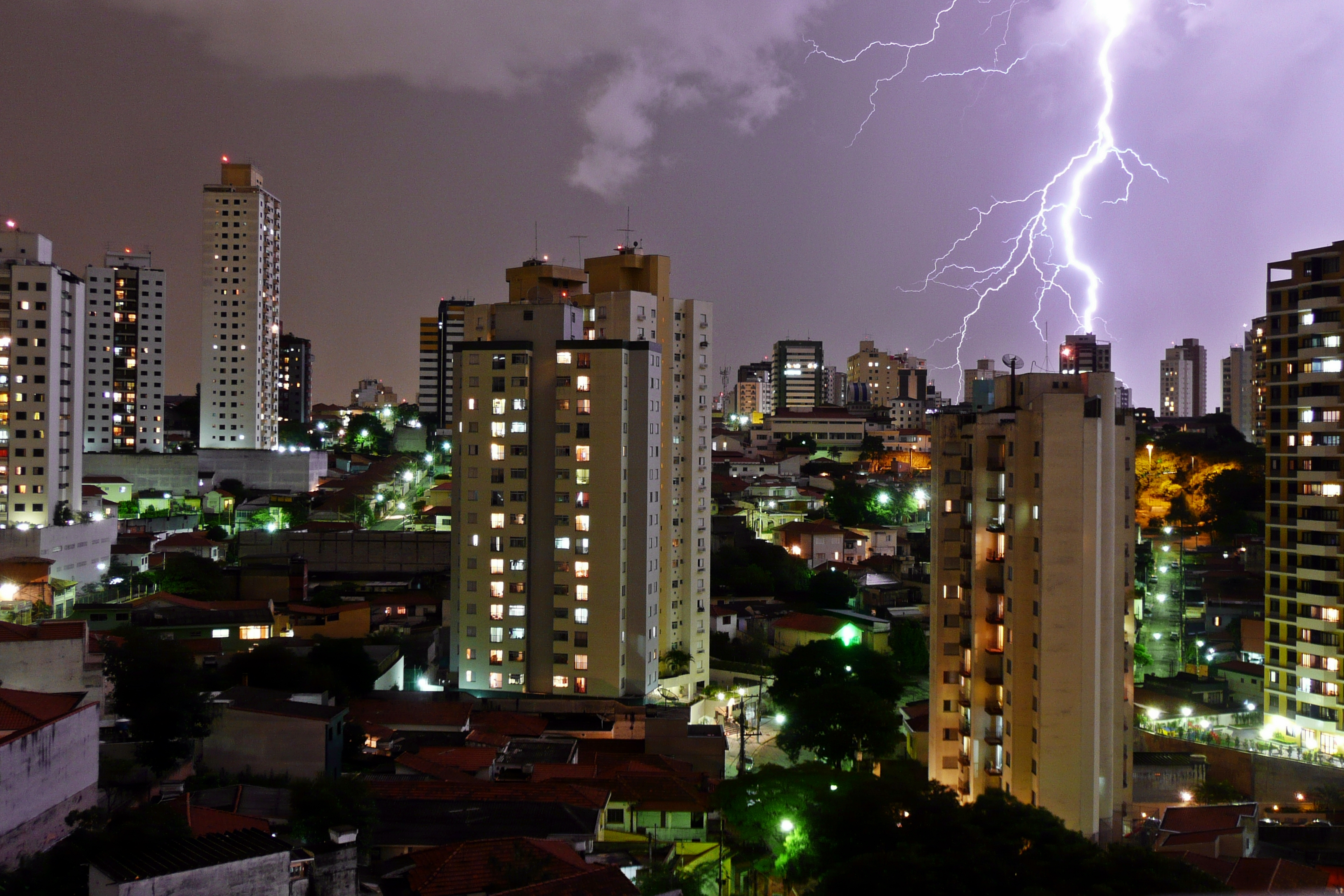
Raios durante uma tempestade em São Paulo, que tem uma das maiores incidências de raios entre as capitais brasileiras

O clima paulistano é caracterizado como subtropical úmido (do tipo Cwa segundo Köppen), com invernos secos e verões chuvosos com temperaturas mais altas, sendo outono e primavera estações de transição. No entanto, devido à sua altitude, São Paulo experimenta condições de clima temperado. As precipitações caem principalmente sob a forma de chuva e, esporadicamente, de granizo, podendo ainda virem acompanhadas de descargas elétricas e fortes rajadas de vento. Durante os meses de verão são comuns ocorrências de chuvas convectivas, associadas ao calor e à umidade mais elevada, em especial no final da tarde.
Por outro lado, no inverno, quando a frequência das precipitações é menor, os índices de umidade relativa do ar (URA) caem, algumas vezes para valores abaixo de 30%, dificultando a dispersão de poluentes e favorecendo a poluição do ar. Porém, nessa mesma época, é mais comum a entrada de massas de ar polares que contribuem para derrubar as temperaturas, sendo que algumas mais fortes chegam a baixar para 10 °C ou menos. A temperatura máxima mais baixa registrada em São Paulo desde 1961 foi de 8,7 °C, no dia 24 de julho de 2013, seguido por 9,8 °C em 31 de maio de 1979. Nevoeiros ocorrem quando há combinação de alta umidade e de baixas temperaturas, enquanto que as geadas acontecem esporadicamente em regiões mais afastadas do centro e, em invernos mais rigorosos, em boa parte do município.
Segundo dados da estação meteorológica convencional do Instituto Nacional de Meteorologia (INMET) no Mirante de Santana, a oficial do município, desde 1945 a menor temperatura registrada em São Paulo foi de −2,1 °C em 2 de agosto de 1955 e a maior atingiu 37,8 °C em 17 de outubro de 2014, ultrapassando a marca anterior de 37 °C observada em 20 de janeiro de 1999. O maior acumulado de precipitação observado em 24 horas chegou a 151,8 mm em 21 de dezembro de 1988. Março de 2006, com 607,9 mm, foi o mês de maior precipitação, seguido por fevereiro de 2020 (505,7 mm). Desde julho de 2006, quando entrou o INMET instalou uma estação automática no mesmo local, a maior rajada de vento alcançou 24,6 m/s (88,6 km/h) em 30 de janeiro de 2019.
| Dados climatológicos para São Paulo (Mirante de Santana)                                                                    | Dados climatológicos para São Paulo (Mirante de Santana) | Dados climatológicos para São Paulo (Mirante de Santana) | Dados climatológicos para São Paulo (Mirante de Santana) | Dados climatológicos para São Paulo (Mirante de Santana) | Dados climatológicos para São Paulo (Mirante de Santana) | Dados climatológicos para São Paulo (Mirante de Santana) | Dados climatológicos para São Paulo (Mirante de Santana) | Dados climatológicos para São Paulo (Mirante de Santana) | Dados climatológicos para São Paulo (Mirante de Santana) | Dados climatológicos para São Paulo (Mirante de Santana) | Dados climatológicos para São Paulo (Mirante de Santana) | Dados climatológicos para São Paulo (Mirante de Santana) | Dados climatológicos para São Paulo (Mirante de Santana) |
| Mês | Jan                                                      | Fev                                                      | Mar                                                      | Abr                                                      | Mai                                                      | Jun                                                      | Jul                                                      | Ago                                                      | Set                                                      | Out                                                      | Nov                                                      | Dez                                                      | Ano                                                      |
| --- | -------------------------------------------------------- | -------------------------------------------------------- | -------------------------------------------------------- | -------------------------------------------------------- | -------------------------------------------------------- | -------------------------------------------------------- | -------------------------------------------------------- | -------------------------------------------------------- | -------------------------------------------------------- | -------------------------------------------------------- | -------------------------------------------------------- | -------------------------------------------------------- | -------------------------------------------------------- |
| Temperatura máxima recorde (°C)                                                                                             | 37                                                       | 36,4                                                     | 34,8                                                     | 33,4                                                     | 32,8                                                     | 28,8                                                     | 30,2                                                     | 33                                                       | 37,1                                                     | 37,8                                                     | 37,7                                                     | 34,8                                                     | 37,8                                                     |
| Temperatura máxima média (°C)                                                                                               | 28,6                                                     | 29                                                       | 28                                                       | 26,6                                                     | 23,4                                                     | 22,9                                                     | 22,9                                                     | 24,5                                                     | 25,2                                                     | 26,5                                                     | 26,9                                                     | 28,3                                                     | 26,1                                                     |
| Temperatura média compensada (°C)                                                                                           | 23,1                                                     | 23,5                                                     | 22,5                                                     | 21,2                                                     | 18,4                                                     | 17,5                                                     | 17,2                                                     | 18,1                                                     | 19,1                                                     | 20,5                                                     | 21,2                                                     | 22,6                                                     | 20,4                                                     |
| Temperatura mínima média (°C)                                                                                               | 19,4                                                     | 19,6                                                     | 18,9                                                     | 17,5                                                     | 14,7                                                     | 13,5                                                     | 12,8                                                     | 13,3                                                     | 14,9                                                     | 16,5                                                     | 17,3                                                     | 18,7                                                     | 16,4                                                     |
| Temperatura mínima recorde (°C)                                                                                             | 10,2                                                     | 11,1                                                     | 11                                                       | 6                                                        | 3,7                                                      | 1                                                        | 0,4                                                      | −2,1                                                     | 2,2                                                      | 4,3                                                      | 7                                                        | 9,4                                                      | −2,1                                                     |
| Precipitação (mm) | 292,1                                                    | 257,7                                                    | 229,1                                                    | 87                                                       | 66,3                                                     | 59,7                                                     | 48,4                                                     | 32,3                                                     | 83,3                                                     | 127,2                                                    | 143,9                                                    | 231,3                                                    | 1 658,3                                                  |
| Dias com precipitação (≥ 1 mm)                                                                                              | 17                                                       | 14                                                       | 13                                                       | 6                                                        | 6                                                        | 5                                                        | 4                                                        | 4                                                        | 7                                                        | 10                                                       | 11                                                       | 13                                                       | 110                                                      |
| Umidade relativa compensada (%)                                                                                             | 76,9                                                     | 75                                                       | 76,6                                                     | 74,6                                                     | 75                                                       | 73,5                                                     | 70,8                                                     | 68,2                                                     | 71,3                                                     | 73,7                                                     | 73,7                                                     | 73,9                                                     | 73,6                                                     |
| Insolação (h) | 139,1                                                    | 153,5                                                    | 161,6                                                    | 169,3                                                    | 167,6                                                    | 160                                                      | 169                                                      | 173,1                                                    | 144,5                                                    | 157,9                                                    | 151,8                                                    | 145,1                                                    | 1 893,5                                                  |
| Fonte: INMET (normal climatológica de 1991-2020; horas de sol: normal de 1981-2010; recordes de temperatura: 1945-presente) |                                                          |                                                          |                                                          |                                                          |                                                          |                                                          |                                                          |                                                          |                                                          |                                                          |                                                          |                                                          |                                                          |

## Demografia
São Paulo foi a capital brasileira que mais cresceu em todo o século XX, atingindo a marca de um milhão de habitantes na década de 1930 e se configurando como o município mais populoso do Brasil desde 1960, quando ultrapassou o Rio de Janeiro. No censo demográfico de 2022 feito pelo Instituto Brasileiro de Geografia e Estatística (IBGE), a população do município era de 11 451 999 habitantes, apresentando uma densidade populacional de 7 528,3 hab./km².
No censo demográfico de 2010, 5 924 871 eram do sexo feminino (52,65%) e 5 328 632 do sexo masculino (47,35%). Ainda segundo o mesmo censo, 11 152 344 habitantes viviam na zona urbana (99,1%) e 101 159 na zona rural (0,9%). Naquele ano, o distrito mais populoso de São Paulo era Grajaú, com 360 787 habitantes, e Marsilac, no extremo sul do município, o menos populoso, com uma população de 8 258 pessoas.

### Desenvolvimento humano
O município possui um Índice de Desenvolvimento Humano (IDH) muito alto (0,805), o décimo quarto maior do estado e o 28º do Brasil. Porém, a distribuição do desenvolvimento humano na cidade não é homogênea. Os distritos mais centrais em geral apresentam IDH superior a 0,9, gradualmente diminuindo à medida que se afasta do centro, até chegar a valores de cerca de 0,7 nos limites do município.
A diferença social entre as regiões centrais e as periferias deve a questões históricas, uma vez que a área central, sobretudo a localizada entre os rios Pinheiros, Tietê e Tamanduateí, foi o local onde mais se concentraram os investimentos e o planejamento urbano por parte do poder público, bem como onde se instalou, historicamente, quase a totalidade da elite econômica da cidade. As populações de mais baixa renda, por não terem como arcar com o custo de vida dessas áreas, acabam assim ocupando as áreas nas bordas do município, mais desprovidas de infraestrutura.
O índice de Gini do município, que mede a desigualdade social, é de 0,62. Os distritos de Vila Andrade, Vila Sônia e Tremembé possuem a maior disparidade econômica. Todos os índices são publicados no Atlas do Trabalho e Desenvolvimento de São Paulo, uma ferramenta eletrônica que abriga mais de duzentos indicadores socioeconômicos da capital.

### Região metropolitana

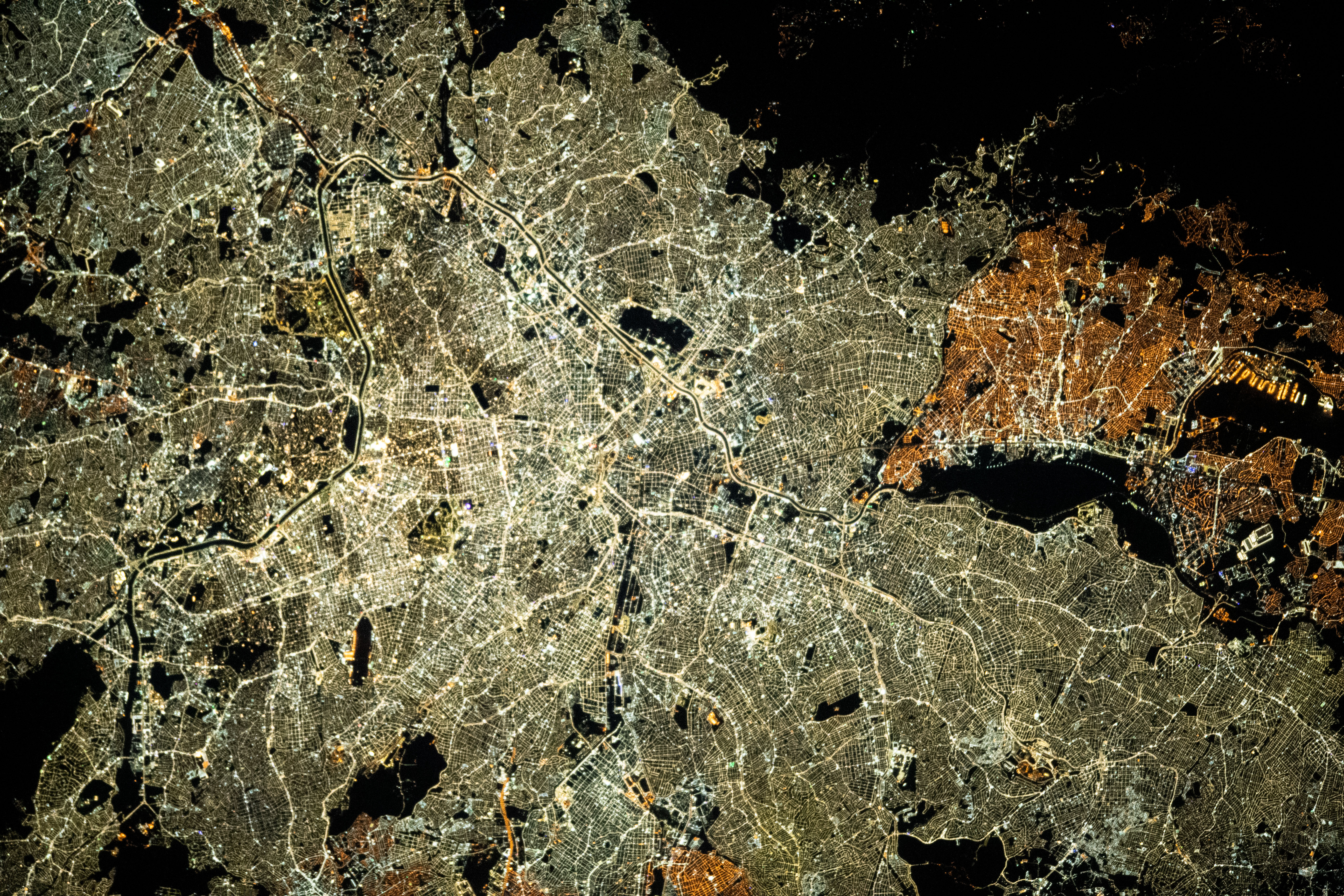
Grande São Paulo vista da Estação Espacial Internacional à noite

O intenso processo de conurbação atualmente em curso na Grande São Paulo tem tornado inefetivas as fronteiras políticas entre os municípios da região, criando uma metrópole cujo centro está em São Paulo e atinge municípios, como por exemplo, Santo André, São Bernardo do Campo, São Caetano do Sul, Diadema (a chamada Região do Grande ABC), Osasco e Guarulhos, entre várias outros. A Região Metropolitana de São Paulo (RMSP) foi criada no ano de 1973 e atualmente é constituída por 39 municípios, sendo a maior aglomeração urbana brasileira e a terceira maior das Américas, com 20 820 093 habitantes.
Outras regiões próximas a São Paulo são também regiões metropolitanas do estado, como Campinas, Baixada Santista, Vale do Paraíba e Sorocaba; outras cidades próximas compreendem aglomerações urbanas em processo de conurbação, como Jundiaí. O chamado Complexo Metropolitano Expandido, megalópole da qual a Grande São Paulo faz parte, ultrapassa os 32,2 milhões de habitantes, aproximadamente 75% da população do estado. As regiões metropolitanas de Campinas e de São Paulo, são interligadas pela aglomeração Urbana de Jundiaí, e formam a primeira macrometrópole do hemisfério sul, unindo 72 municípios que, juntos, abrigam 12% da população brasileira.

### Imigrantes e migrantes
São Paulo é a cidade mais multicultural do Brasil e uma das mais diversas do mundo. Desde 1870, aproximadamente 2,3 milhões de imigrantes chegaram ao estado, vindos de todas as partes do mundo. Atualmente, é a cidade com as maiores populações de origens étnicas italiana, portuguesa, japonesa, espanhola, libanesa e árabe fora de seus países respectivos, e com o maior contingente de nordestinos fora do Nordeste. No censo de 2010, da população total, 60,63% eram brancos, 30,63% pardos, 6,37% pretos, 2,22% amarelos e 0,12% indígenas, além de 0,03% sem declaração.
A comunidade italiana é uma das mais fortes, marcando presença em toda a cidade. Dos dez milhões de habitantes de São Paulo, 60% (seis milhões de pessoas) possuem alguma ascendência italiana. São Paulo tem mais descendentes de italianos que qualquer outra cidade italiana (a maior cidade da Itália é Roma, com 2,5 milhões de habitantes). Ainda hoje, os italianos agrupam-se em bairros como o Bixiga, Brás e Mooca para promover comemorações e festas. Em 1870, como o início da substituição da mão de obra escrava pela de imigrantes europeus, a população italiana em São Paulo era de 30 000 pessoas. No início do século XX, essa população havia saltado para 240 000 pessoas. São Paulo é a segunda maior cidade consumidora de pizza do mundo (dados de 2007). São 6 000 pizzarias produzindo cerca de um milhão de pizzas por dia (dados de 2008).
A comunidade portuguesa também é bastante numerosa, e estima-se que três milhões de paulistanos possuem alguma origem em Portugal. A colônia judaica representa mais de 60 000 pessoas em São Paulo e concentra-se principalmente em Higienópolis (presença maior) e no Bom Retiro (presença menor, atualmente). A partir do século XIX, e especialmente durante a primeira metade do século XX, São Paulo recebeu também imigrantes alemães (no atual bairro de Santo Amaro), espanhóis e lituanos (no bairro Vila Zelina). Podemos destacar também a importante comunidade armênia, com suas diversas instituições instaladas nas proximidades dos bairros Bom Retiro, próximo a Estação Armênia do Metrô, Imirim e Brás. Os armênios fizeram do comércio e da fabricação de calçados suas principais atividades. Com a decadência da imigração europeia e asiática após a década de 1930, passou a predominar a vinda de migrantes, em sua maioria oriundos da região Nordeste do Brasil.
A cidade já contava com população afrodescendente no século XIX, mas foi a partir da segunda metade do XX que a população de origem africana cresceu rapidamente, através da chegada de pessoas de outros estados brasileiros, principalmente da zona litorânea da Bahia. De acordo com o IBGE, no Censo de 2010, aproximadamente 7% da população paulistana declarou-se de cor preta, havendo ainda muitos mais paulistanos com algum possível grau de ascendência africana entre a população parda (30%).

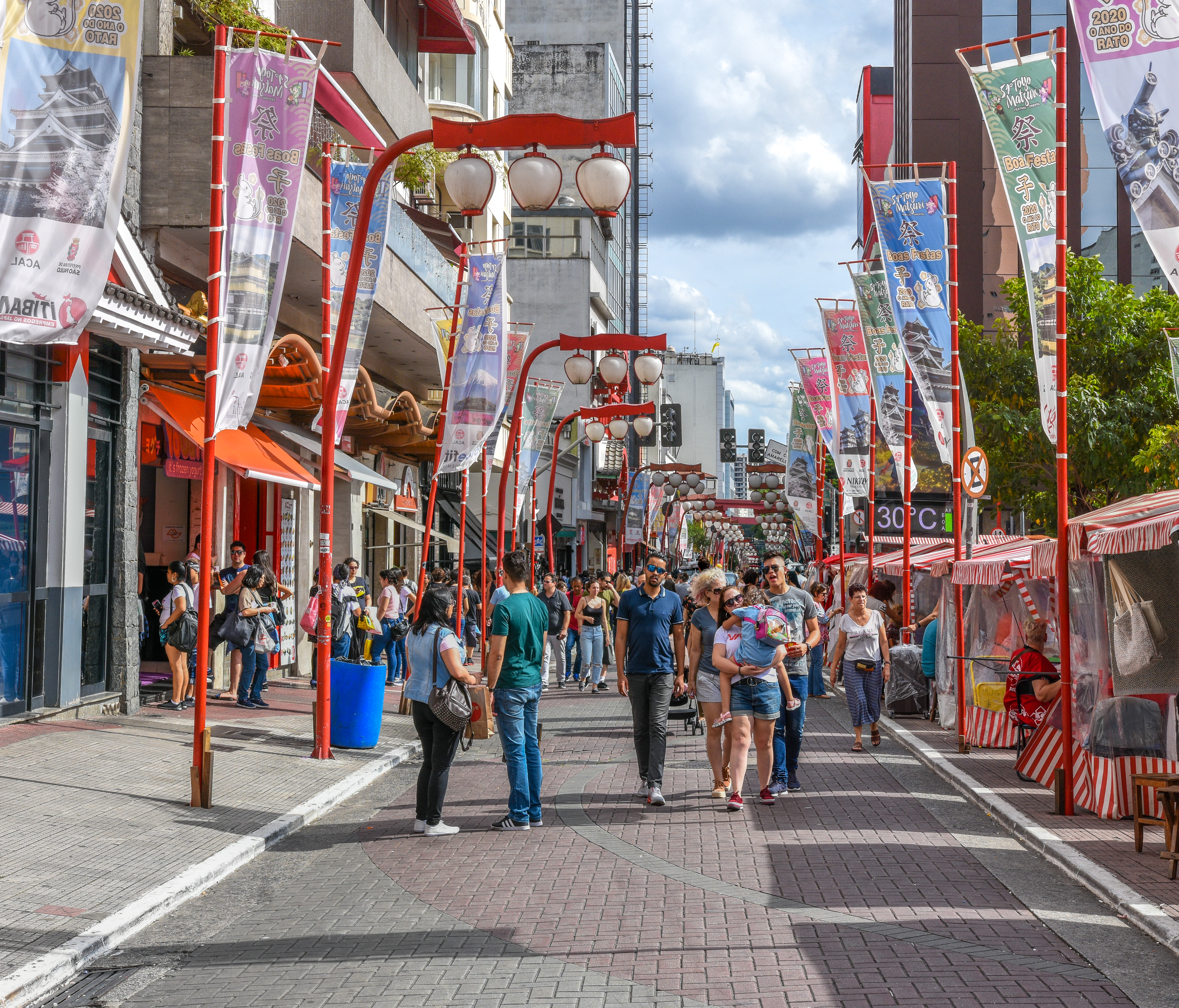
Bairro da Liberdade, reduto da comunidade japonesa

Uma das colônias mais marcantes da cidade é a de origem árabe. Os libaneses e sírios chegaram em grande número entre os anos de 1900 a 1930. Hoje seus descendentes estão totalmente integrados à população brasileira, embora aspectos culturais de origem árabe marcam até hoje a cultura da capital paulista. Restaurantes de comida árabe abundam por toda a cidade, vendendo pratos que já entraram definitivamente na culinária brasileira: quibe, esfiha, charutinho de repolho etc. A rua 25 de Março foi criada pelos árabes, que eram em sua maioria comerciantes.
A cidade de São Paulo possui o maior número de pessoas que se declaram de origem asiática (amarelos) do Brasil. Cerca de 456 000 pessoas são de origem oriental, dos quais 326 000 são japoneses. A comunidade japonesa da cidade é a maior fora do Japão. Imigrantes vindos do Japão começaram a chegar em 1908, e imigraram em grande número até a década de 1950. A maior concentração de orientais da cidade está no distrito da Liberdade. Este distrito de São Paulo possui inúmeros restaurantes japoneses, lojas com peças típicas do Japão, e nele veem-se letreiros escritos em japonês e ouve-se muito o idioma. A colônia coreana da cidade também é notável. São mais de 60 000 pessoas de origem sul-coreana, particularmente concentrados no Bom Retiro, Aclimação e Liberdade. No bairro da Aclimação é possível encontrar diversos restaurantes coreanos, além de locadoras de vídeo e mercearias coreanas. Os chineses são bastante numerosos nos distritos da zona central da cidade, como o Brás e a Liberdade. Em 2016, o município possuía pelo menos um morador nativo de 196 países diferentes, segundo dados do Departamento de Polícia Federal.
De acordo com um estudo genético divulgado pela USP em 2025, a ancestralidade média da população da cidade de São Paulo é 77,5% europeia, 10,4% africana, 7,4% nativa americana, 4,1% leste asiática, 0,5% sul asiática e 0,1% oceânica. O estudo concluiu que a população paulistana não é apenas heterogênea, mas miscigenada. Os povos que mais contribuíram para o DNA dos paulistanos foram os ibéricos (portugueses e espanhóis), que compõem de 33,9% a 37,9% da ancestralidade média dos paulistanos, e os italianos, que compõem de 22,3% a 26,7% da ancestralidade média.

### Diversidade sexual

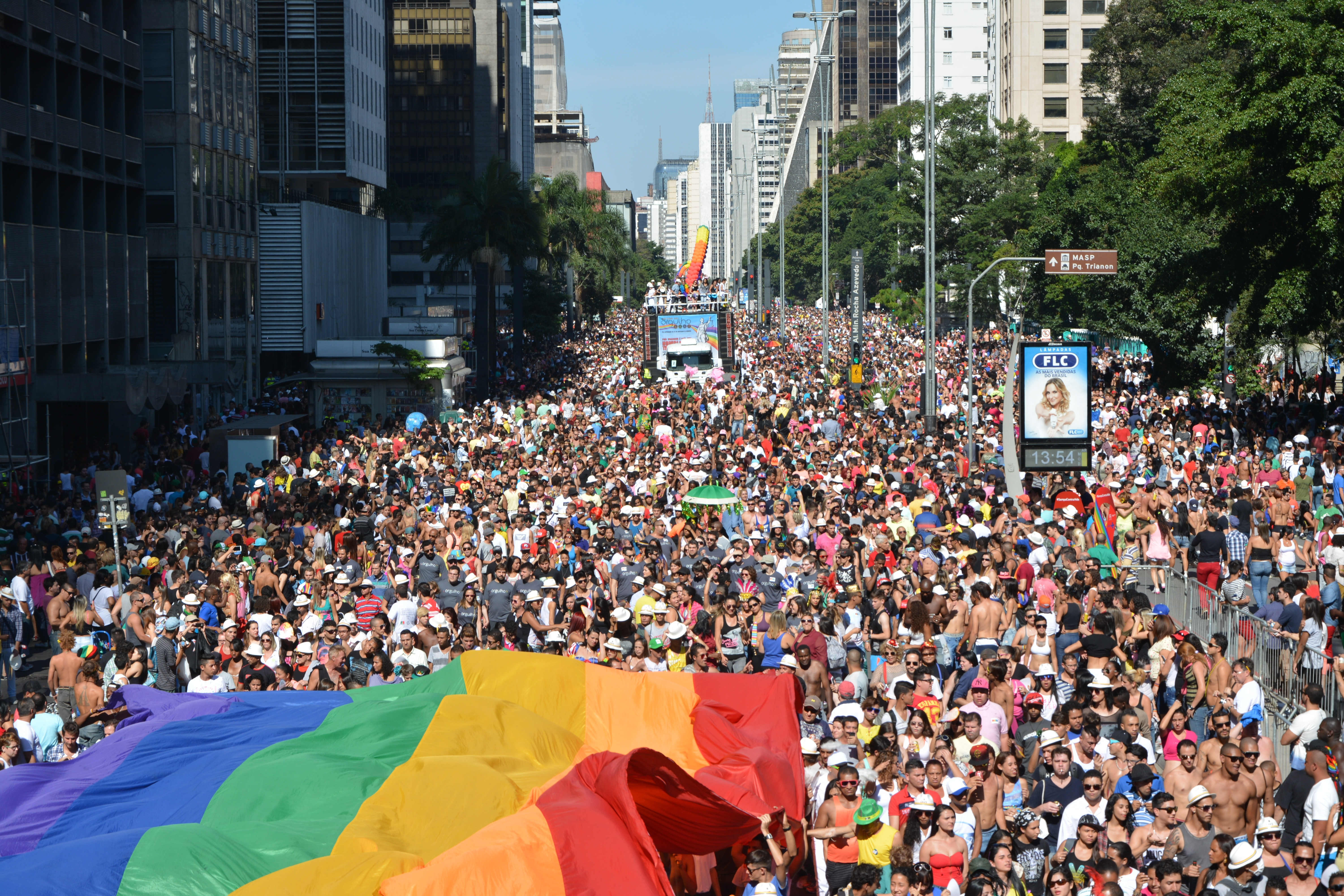
A 18.ª edição da Parada do Orgulho LGBT de São Paulo em 2014

A Grande São Paulo abriga uma importante comunidade de homossexuais, bissexual e transgêneros, sendo que 9,6% da população masculina e 7% da população feminina declara-se não-heterossexual. A união civil entre pessoas do mesmo sexo é legalizada em todo o país desde 5 de maio de 2011, enquanto o casamento homossexual em São Paulo foi legalizado em 18 de dezembro de 2012. A cidade acolhe anualmente desde 1997 a Parada do Orgulho LGBT de São Paulo, considerada a maior parada LGBT do mundo pelo Guinness World Records, com mais de 5 milhões de participantes. O evento tipicamente rivaliza com a parada de Nova York pelo recorde de público.
São Paulo conta com quatro Centros de Cidadania LGBTI, que oferecem diversos serviço sociais à comunidade LGBT. Além das sedes fixas, são disponibilizadas unidades móveis que percorrem a cidade levando os serviços à outras regiões. Desde 2001 a Lei Estadual nº 10.948 pune a discriminação por orientação sexual ou identidade de gênero em todo o estado. Além disso, a prefeitura da capital sancionou uma lei própria contra a homotransfobia em 2020 (Lei nº 17.301) e, desde 2021, a cidade conta com a Delegacia da Diversidade (2ª Delegacia de Polícia de Repressão aos Crimes Raciais, contra a Diversidade Sexual e de Gênero e outros Delitos de Intolerância), especializada nas investigações destes delitos.
Em 2017, uma pesquisa do site Netspick que ouviu cerca de 2 500 LGBTs de 80 países, elegeu São Paulo como a melhor cidade da América Latina para o convívio de pessoas LGBT e a 35ª melhor de todo o mundo. Um dos maiores points da comunidade LGBT paulistana é o Largo do Arouche, na região central. A cidade ainda abriga o Museu da Diversidade Sexual, o primeiro da América Latina relacionado à temática LGBT.

### Religiões
De acordo com dados do Instituto Brasileiro de Geografia e Estatística (IBGE), de 2022, pouco mais da metade (50,72%) da população era católica. Outros 23,17% eram protestantes, 3,78% espíritas, 2,29% umbandistas ou candomblecistas. Outros 13,49% não tinham religião, 0,04% seguiam tradições indígenas, 0,07 não souberam sua preferência religiosa, 0,13% não declararam e 6,31% seguiam outras denominações.
Tal qual a variedade cultural verificável em São Paulo, são diversas as manifestações religiosas presentes na cidade. Embora tenha se desenvolvido sobre uma matriz social eminentemente católica, tanto devido à colonização quanto à imigração, é possível encontrar atualmente na cidade dezenas de denominações protestantes diferentes, assim como a prática do islamismo, espiritismo, entre outras. O budismo e as religiões orientais também têm relevância entre as crenças mais praticadas pelos paulistanos. Estima-se que existem mais de cem mil seguidores budistas, seichonoitas e hinduístas.
A Igreja Católica divide o território do município de São Paulo em quatro circunscrições eclesiásticas: a Arquidiocese de São Paulo, a Diocese de Santo Amaro, a Diocese de São Miguel Paulista e a Diocese de Campo Limpo, sendo estas três últimas sufragâneas da primeira. A sé arquiepiscopal é a Catedral Metropolitana de São Paulo (conhecida como Catedral da Sé), localizada na Praça da Sé, considerada um dos cinco maiores templos góticos do mundo. A Igreja Católica reconhece como padroeiros da cidade São Paulo de Tarso e Nossa Senhora da Penha de França.
A Arquidiocese Ortodoxa Antioquina de São Paulo e Todo o Brasil é a circunscrição eclesiástica da Igreja Ortodoxa Grega de Antioquia no Brasil. Seu atual metropolita é Damaskinos Mansour e sua sede é a Catedral Metropolitana Ortodoxa, um exemplo de construção arquitetônica bizantina inspirada na Basílica de Santa Sofia, construída na então capital do Império Bizantino, Constantinopla (atual Istambul).

### Segurança pública e criminalidade
Em 2008, a cidade de São Paulo ocupava a 493.ª posição na lista das cidades mais violentas do Brasil. Entre as capitais, era a quarta menos violenta, registrando, em 2006, índices de homicídios superiores apenas aos de Boa Vista, Palmas e Natal. Em novembro de 2009, o Ministério da Justiça e o Fórum Brasileiro de Segurança Pública divulgaram uma pesquisa que apontou a São Paulo como a capital brasileira mais segura para jovens. Entre os anos de 2000 e 2010, a cidade de São Paulo reduziu em 78% a sua taxa de homicídios.
De acordo com o Estudo Global de Homicídios 2011, divulgado pela Organização das Nações Unidas (ONU), no período entre 2004 e 2009 a taxa de homicídios caiu de 20,8 para 10,8 assassinatos por cem mil habitantes. Em 2011, a ONU apontou São Paulo como exemplo de como grandes cidades podem diminuir a criminalidade. Em uma pesquisa sobre o Índice de Homicídios na Adolescência (IHA) em 2010, a cidade de São Paulo foi considerada a menos letal para os adolescentes, entre 283 municípios pesquisados, com mais de cem mil habitantes. De acordo com dados do "Mapa da Violência 2011", publicado pelo Instituto Sangari e pelo Ministério da Justiça, a cidade tinha naquele ano a menor taxa de homicídios por cem mil habitantes entre todas as capitais do Brasil.
Os indicadores de criminalidade, como o homicídio, segundo os dados de abril de 2017, apresentaram redução na capital paulista, comparados com 2016. No mesmo período, houve uma redução de 12,64% nos homicídios, o número de registros de latrocínio caiu de onze para sete (redução de 34%), e houve uma redução de 8,09% nos casos de estupro. O 9.º DP do bairro do Carandiru foi considerado, em março de 2007, uma das cinco melhores delegacias do mundo e a melhor da América Latina.
Com base nos dados do IBGE e Ministério da Saúde, é considerada a 2.ª capital mais segura e a capital menos letal do país, de acordo com o Anuário Brasileiro de Segurança Pública de 2023.

## Governo

### Municipal

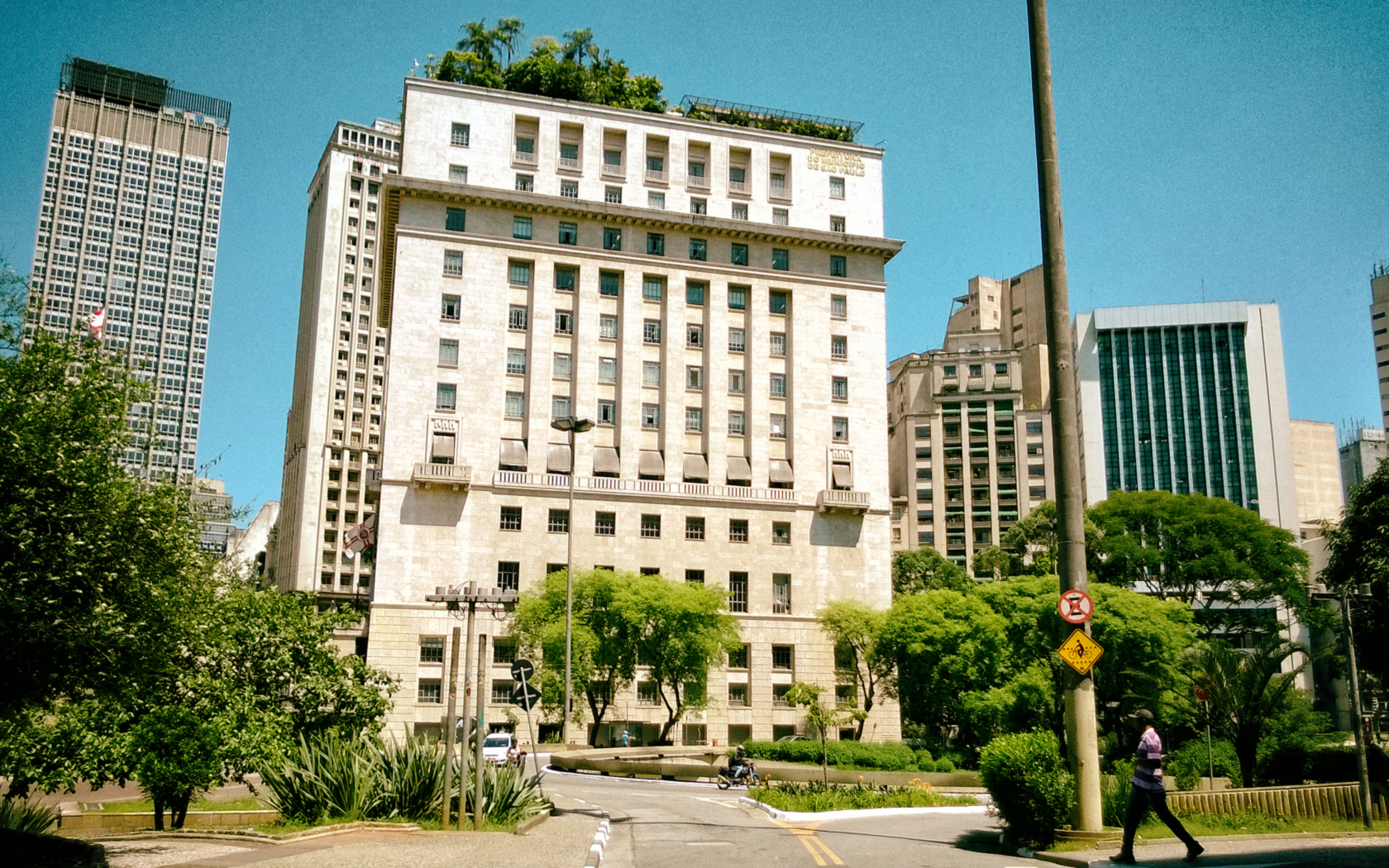
Edifício Matarazzo, sede da Prefeitura de São Paulo

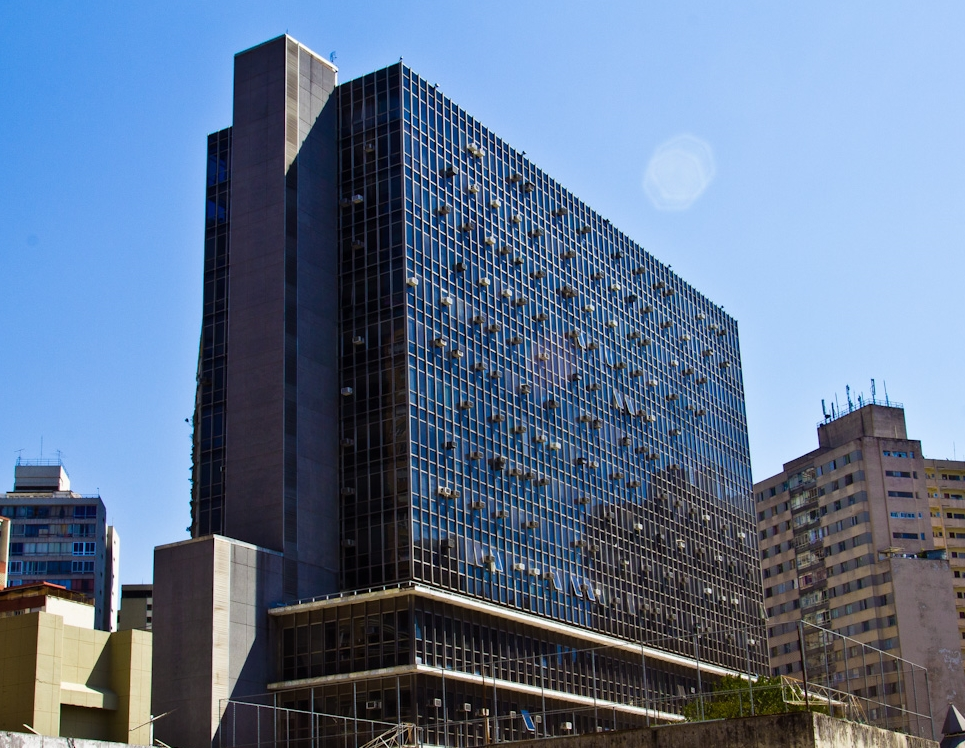
Palácio Anchieta, sede da Câmara Municipal de São Paulo

O Poder Executivo do município de São Paulo é representado pelo prefeito e seu gabinete de secretários, seguindo o modelo proposto pela Constituição Federal. A lei orgânica do município e o atual Plano Diretor da cidade, porém, determinam que a administração pública deva garantir à população ferramentas efetivas de manifestação da democracia participativa, o que faz com que a cidade seja dividida em subprefeituras, cada uma delas liderada por um subprefeito nomeado pelo prefeito.
O Poder Legislativo é representado pela câmara municipal, composta por 55 vereadores eleitos para cargos de quatro anos (em observância ao disposto no artigo 29 da Constituição, que disciplina um número mínimo de 42 e máximo de 55 para municípios com mais de cinco milhões de habitantes). Cabe à casa elaborar e votar leis fundamentais à administração e ao Executivo, especialmente o orçamento municipal (conhecido como Lei de Diretrizes Orçamentárias).
Em complementação ao processo legislativo e ao trabalho das secretarias, existem também uma série de conselhos municipais, cada um deles versando sobre temas diferentes, compostos obrigatoriamente por representantes dos vários setores da sociedade civil organizada. A atuação e representatividade efetivas de tais conselhos, porém, são por vezes questionadas. Os seguintes conselhos municipais estão atualmente em atividade: Conselho Municipal da Criança e do Adolescente (CMDCA); da Informática (CMI); dos Deficientes Físicos (CMDP); da Educação (CME); da Habitação (CMH); do Meio Ambiente (CADES); da Saúde (CMS); do Turismo (COMTUR); dos Direitos Humanos (CMDH); da Cultura (CMC); da Assistência Social (COMAS) e das Drogas e Álcool (COMUDA).

### Estadual

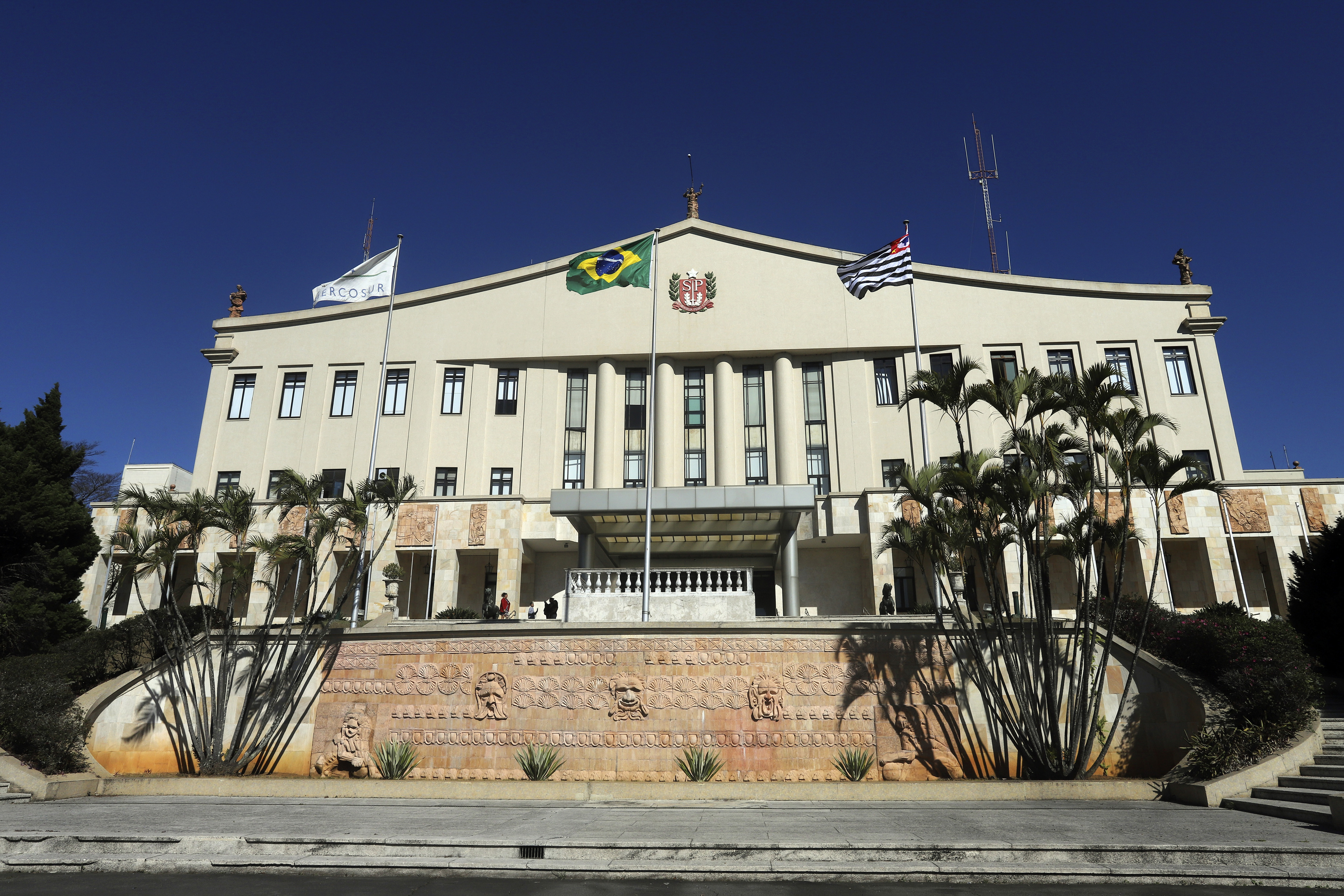
Palácio dos Bandeirantes, sede do governo do estado e residência oficial do governador

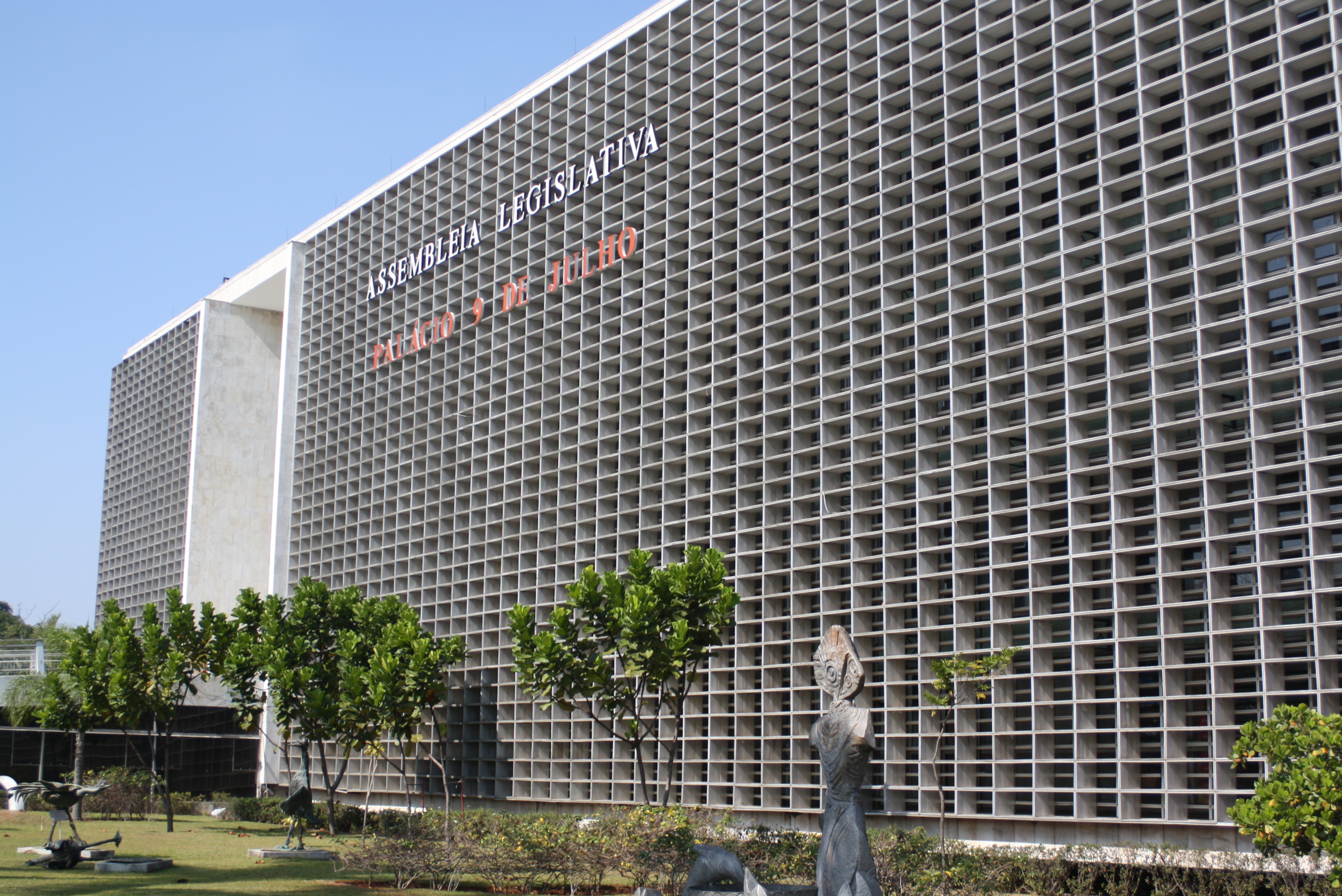
Palácio 9 de Julho, que abriga a Assembleia Legislativa de São Paulo, sede do poder legislativo

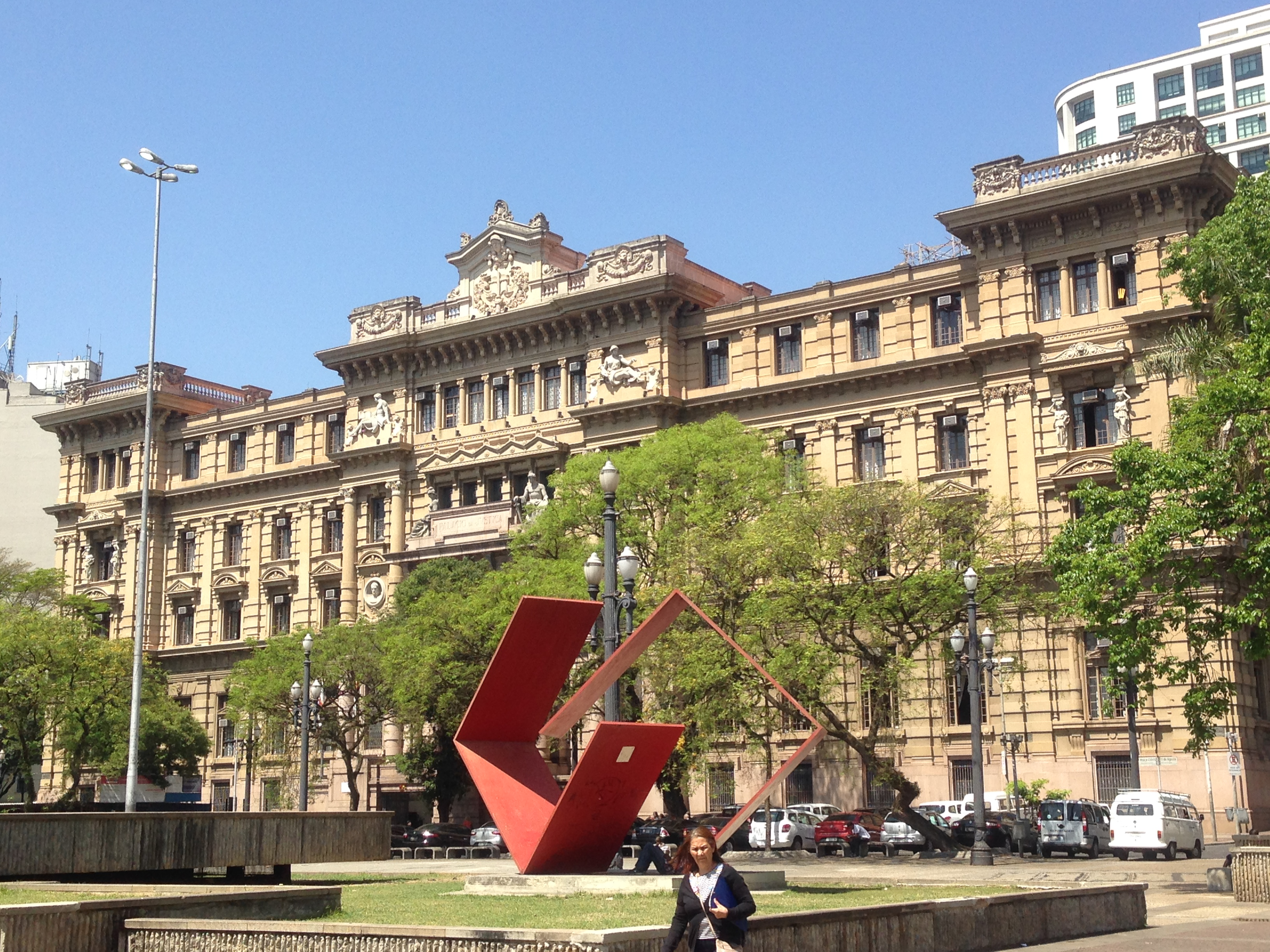
Palácio da Justiça de São Paulo, que abriga o Tribunal de Justiça de São Paulo, sede do poder judiciário

Por ser a capital do estado de São Paulo, a cidade é a sede dos três poderes paulistas: o executivo, o legislativo e o judiciário. Por vezes, o estado permite a participação popular nas decisões do governo através de referendos e plebiscitos.
O poder executivo paulista é exercido pelo governador, que é eleito em sufrágio universal pelo voto direto e popular para um mandato de quatro anos, podendo ser reeleito para mais um mandato. Sua sede é o Palácio dos Bandeirantes, que abriga o governo paulista desde 19 de abril de 1964.
O poder legislativo é unicameral, constituído pela assembleia legislativa, localizada no Palácio 9 de Julho e constituída por 94 deputados estaduais.
O poder judiciário tem como instância máxima o tribunal de justiça, localizado no Palácio da Justiça, composto por desembargadores. Representações deste poder estão espalhadas por todo o território estadual através de comarcas.

### Relações internacionais
As cidades-irmãs da cidade de São Paulo estão regulamentadas através da lei nº 14 471/2007 e outros decretos.
- Amã
- Assunção
- Belmonte[214]
- Bucareste
- Buenos Aires
- Cluj-Napoca
- Chicago
- Coimbra
- Córdoba
- Erevan
- Funchal
- Góis
- Hamburgo
- Havana
- Mendoza
- Miami[215]
- Milão
- Paris
- La Paz
- Leiria
- Lisboa
- Luanda
- Montevidéu
- Santiago
- Toronto
- Damasco
- Macau
- Naha
- Ningbo
- Osaka
- Pequim
- Póvoa de Varzim
- Santiago de Compostela
- Seul
- Tel Aviv

## Subdivisões
| Subdivisões do município de São Paulo |              |        |
| Localização                           | População    | Área   |
| Zona                                  | est. de 2008 | em km² |
| Central'                              | 328.597      | 31     |
| Centro-Sul                            | 715.910      | 74     |
| Leste 1                               | 1.212.099    | 140    |
| Leste 2                               | 1.342.924    | 68,8   |
| Norte                                 | 1.181.582    | 152    |
| Noroeste                              | 1.007.691    | 144    |
| Oeste                                 | 872.817      | 128    |
| Sudeste                               | 1.494.770    | 128    |
| Sul                                   | 2.346.913    | 607    |
| São Paulo                             | 10.940.311   | 1509   |
| Fonte:                                |              |        |

O município de São Paulo está, administrativamente, dividido em trinta e duas regiões administradas por prefeituras regionais, cada uma delas, por sua vez, divididas em distritos, sendo estes últimos, eventualmente, subdivididos em subdistritos (a designação "bairro", porém, não existe oficialmente, embora seja usualmente aplicada pela população). Os atuais distritos foram criados pela lei municipal nº 11 220 de 20 de maio de 1992, e as atuais subprefeituras pela lei municipal n° 13 399, de 1 de agosto de 2002. As subprefeituras estão oficialmente agrupadas em nove regiões (ou "zonas"), levando em conta a posição geográfica e história de ocupação. Entretanto, há certos órgãos e instituições (companhias telefônicas, zonas eleitorais, etc.) que adotam uma divisão diferente da oficial. Cabem às subprefeituras os serviços ordinários à população, dessa forma, descentralizando alguns serviços rotineiros.
A divisão política oficial da cidade leva em conta tanto características histórico-culturais dos diferentes bairros de São Paulo como fatores de ordem prática (como a divisão de duas subprefeituras em uma avenida importante). Porém, muitas vezes tal divisão não reflete a percepção socioespacial que a população local tem dos lugares: há regiões da cidade que não são oficialmente reconhecidas pela prefeitura, de forma que sua delimitação seja informal e abranja diferentes distritos e subprefeituras, mantendo o nome por tradição, contiguidade física ou facilidade de localização. O fenômeno tende a se repetir na cidade inteira e considerado de forma ampla, pode levar a uma não identificação dos moradores com as instâncias políticas locais.
Além da divisão política, há também uma divisão em nove zonas geográficas, cada uma delas representada por cores diferentes nas placas de ruas e na cor dos ônibus que circulam na região. Essas regiões são estabelecidas radialmente, usando apenas critérios topográficos, e, salvo algumas exceções, não têm uma homogeneidade urbana, nem qualquer distinção administrativa, com exceção do centro histórico e do centro expandido, onde vigora o rodízio municipal.

## Economia
São Paulo possui o maior PIB dentre as cidades brasileiras e latino-americanas e o décimo sétimo maior do mundo. Segundo dados do Instituto Brasileiro de Geografia e Estatística (IBGE), em 2021, seu Produto Interno Bruto (PIB) foi de 828 980 607 731 reais, o que equivale a cerca de 9,2% do PIB brasileiro, 34% do PIB, assim como 36% de toda a produção de bens e serviços, do estado de São Paulo, e 21% da economia da região sudeste.
De acordo com uma pesquisa divulgada Federação do Comércio de Bens, Serviços e Turismo do Estado de São Paulo (Fecomercio), se fosse um país, a cidade de São Paulo poderia ser classificada como a 36.ª maior economia do mundo, acima de nações como Portugal, Finlândia e Hong Kong. De acordo com o mesmo estudo, o município sedia 63% dos grupos internacionais instalados no país e 17 dos 20 maiores bancos. Além disso, possui o maior número de empresas nacionais no Global 500, da Fortune, e no Global 2000, da Forbes.
Segundo dados do IBGE, sua região metropolitana possui um PIB de cerca de dois trilhões de reais e concentra 23% da população e 33% da renda nacional (dados de 2018), enquanto a rede urbana de influência exercida pela cidade no resto do país abrangia 28% da população e 40,5% do PIB brasileiro em 2008.
A capital paulista é a 14.ª cidade do mundo em número de bilionários, segundo a listagem Censo Bilionário, realizado pelo Wealth-x, que considera como referência o endereço principal dos 3 194 bilionários da lista de 2022, com base em valores convertidos para o dólar norte-americano.
Um dos maiores centros financeiros do Brasil e do mundo, São Paulo passa hoje por uma transformação em sua economia. Durante muito tempo a indústria constituiu uma atividade econômica bastante presente na cidade, porém São Paulo tem atravessado nas últimas três décadas uma clara mudança em seu perfil econômico: de uma cidade com forte caráter industrial, o município tem cada vez mais assumido um papel de cidade terciária, polo de serviços e negócios para o país. Em São Paulo, por exemplo, está sediada a B3 (sigla de Brasil, Bolsa, Balcão), a bolsa oficial do Brasil. A B3 tinha em 2017, um patrimônio de 13 bilhões de dólares.
O município tem alguns centros financeiros espalhados por seu território, concentrados na região das subprefeituras da Sé, Pinheiros e Santo Amaro. O principal e mais famoso deles é a avenida Paulista, que abriga sedes de bancos, multinacionais, hotéis, consulados e se impõe como um dos principais pontos turísticos e culturais da cidade. O centro da cidade, que apesar de ter sido ofuscado pelas centralidades econômicas mais recentes, abriga a bolsa de valores, diversas empresas e hotéis. Além destes, outras regiões que se destacam por sua intensa e moderna verticalização, pela presença de hotéis de luxo e empresas multinacionais são as regiões das avenidas Brigadeiro Faria Lima e Luís Carlos Berrini.
Muitos analistas também têm apontado São Paulo como uma importante "cidade global" (ou "metrópole global", classificação dividida apenas com o Rio de Janeiro entre as cidades brasileiras). Como cidade global, São Paulo tem acesso às principais rotas aeroviárias mundiais, às principais redes de informação, assim como sedia filiais de empresas transnacionais de importância global, além de importantes instituições financeiras, mesmo estando conectada marginalmente aos fluxos transnacionais de pessoas, investimentos e empregos.
O urbanista João Sette Whitaker Ferreira, entretanto, considera que a desigualdade social e a segregação espacial descaracterizam São Paulo como uma cidade global. Apesar de ser o centro financeiro do país, São Paulo apresenta também alto índice de negócios ligados à economia informal. Neste mesmo cenário, segundo dados de 2001 da prefeitura do município, cerca de 10% dos paulistanos vivia abaixo da linha de pobreza.
A cidade de São Paulo também tem se consolidado em um polo de comércio de produtos contrabandeados, pirateados e falsificados, em geral localizados em alguns pontos do centro da cidade como a Rua 25 de Março, a rua Santa Ifigênia e áreas próximas a estações de metrô. Os artigos em geral são CDs com versões piratas de softwares, filmes ou álbuns em CD e DVD, ou então acessórios e itens de vestuário, principalmente mochilas e tênis de marcas internacionais, entre outros artigos. Nos últimos anos, porém, tem crescido a apreensão desses artigos pirateados.

### Turismo
São Paulo destaca-se como uma cidade marcada tanto pelo turismo de negócios quanto pelo turismo recreativo, arquitetônico, cultural, gastronômico e histórico, sendo um dos principais destinos do país, da América Latina e do mundo, e frequentemente a cidade brasileira mais procurada por turistas nacionais e estrangeiros. Grandes redes de hotéis cujo público-alvo é o corporativo estão instaladas na cidade e possuem filiais espalhadas em várias das suas centralidades. Toda a infraestrutura para eventos da cidade faz com que ela seja sede de 75% das principais feiras do país. Dentre as principais, estão o Salão do Automóvel de São Paulo, a Couromoda e a Francal, entre outras. A cidade ainda promove uma das mais importantes semanas de moda do mundo, a São Paulo Fashion Week, sendo um dos principais centros geradores de tendências em moda, tornando São Paulo uma das mais relevantes capitais mundiais da moda.
A cidade possui inúmeras atividades culturais e uma vida noturna que é considerada umas das melhores do país e do mundo, tendo alcançado a quarta colocação global em 2014, de acordo com a CNN. Há diversos cinemas, teatros, museus e centros culturais, alguns atendendo a parcela de maior poder aquisitivo, outros contemplando mais o público popular, o que leva muitos a dizerem que "sempre há um programa para se fazer em São Paulo". A rua Oscar Freire, de acordo com a Mystery Shopping International, é uma das oito ruas mais luxuosas do mundo.
O turismo cultural também possui relevância para São Paulo, especialmente quando se têm em vista os vários eventos internacionais que ocorrem na metrópole, como a Bienal de Artes de São Paulo e os vários espetáculos de celebridades estrangeiras que, quando se apresentam no Brasil, escolhem poucas metrópoles. Além disso, a Parada do orgulho LGBT de São Paulo, que acontece desde 1997 na Avenida Paulista em prol do combate à homofobia, é o evento que atrai mais turistas à cidade. O Centro Histórico, que faz parte do projeto turístico "Triângulo Histórico", destaca-se pelo turismo histórico e arquitetônico, uma vez que contém inúmeros dos primeiros edifícios da cidade.
A diversidade de povos e culturas que construíram a cidade faz também com que a rica gastronomia da região seja por si só um grande atrativo turístico. Essa afirmação pode ser comprovada através da ampla variedade gastronômica da cidade, que abrange mais de 50 tipos de culinária, e de vários de seus restaurantes estarem entre os melhores do mundo, tornando-a um dos dez principais destinos gastronômicos do planeta. Durante o 10.º Congresso Internacional de Gastronomia, Hospitalidade e Turismo (CIHAT) realizado em 1997, a cidade recebeu o título de "Capital Mundial da Gastronomia" de uma comissão formada por representantes de 43 nações.
De acordo com a International Congress & Convention Association (ICCA), São Paulo ocupa o primeiro lugar entre as cidades que mais recebem eventos internacionais na América e a 12.ª posição no mundo, depois de Viena, Paris, Barcelona, Singapura, Berlim, Budapeste, Amsterdã, Estocolmo, Seul, Lisboa e Copenhague. Segundo um estudo feito pela MasterCard em 130 cidades ao redor do mundo, a capital paulista foi o terceiro destino mais visitado da América Latina (atrás da Cidade do México e de Buenos Aires), com 2,4 milhões de viajantes estrangeiros, que gastaram 2,9 bilhões de dólares em 2013 (o valor mais alto entre as cidades da região), e o sétimo em 2019. São Paulo foi o segundo destino mais desejado do mundo para se viajar em 2020 em levantamento de buscas do Google e o mais visitado por brasileiros em 2021.

## Infraestrutura urbana

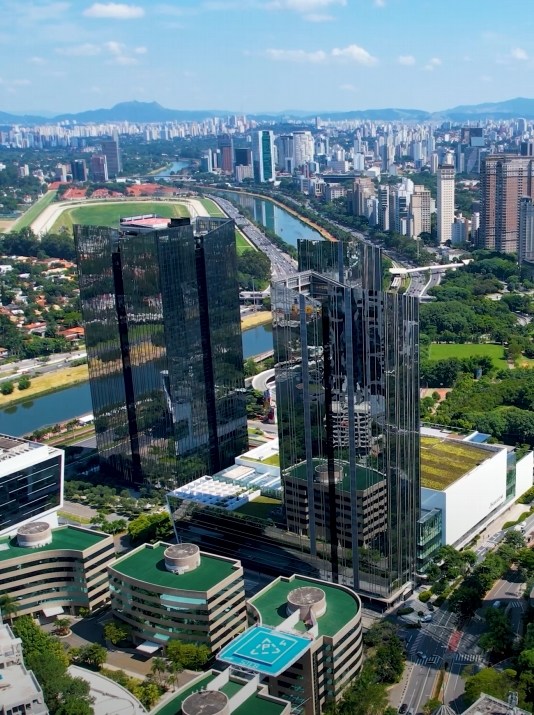
Marginal Pinheiros, Jockey Club de São Paulo e Zona Oeste de São Paulo vistos a partir do Itaim Bibi

Desde o começo do século XX, São Paulo é o principal centro econômico da América Latina. Com a Primeira e a Segunda Guerras Mundiais e a Grande Depressão, as exportações do café aos Estados Unidos e Europa foram fortemente afetadas, forçando os ricos cafeicultores a investir nas atividades industriais que transformariam São Paulo no maior centro industrial do Brasil. As novas vagas de trabalho contribuíram para atrair um número significativo de imigrantes (sobretudo da Itália) e de migrantes, especialmente dos estados do Nordeste. De uma população de apenas 32 mil pessoas em 1880, São Paulo passa a ter 8,5 milhões de habitantes em 1980. O rápido crescimento demográfico trouxe como consequência inúmeros problemas para a cidade.
A cidade de São Paulo tem índices de saneamento semelhantes aos países europeus mais desenvolvidos, com sua população urbana sendo 100% servida pela rede de abastecimento de água potável e que, segundo dados de 2004, consumia uma média de 221 litros de água/habitante/dia enquanto a ONU recomendava o consumo de 110 litros/dia; a perda de água era de 30,8%. É completamente servida pela rede de coleta de esgoto. Segundo dados do IBGE e da Eletropaulo, a rede elétrica atende quase 100% das residências. A coleta de lixo domiciliar cobre 100% todas as 96 regiões do município e, diariamente, a cidade recolhe 12 mil toneladas de resíduos domiciliares, cerca de 360 mil toneladas/mês; da quantidade diária, cerca de 7% é reciclada. Cerca de 80% do lixo produzido diariamente pelos paulistanos é exportado para outras cidades, como Caieiras e Guarulhos.
É a capital com os melhores indicadores de saneamento básico, e a sétima cidade em geral do país. Em 2023, devido aos seus esforços no combate à poluição, adoção de políticas ambientais e investimentos de mais de 15 bilhões de reais em favor do meio ambiente, foi considerada a "Capital mais sustentável do país".

### Urbanismo
São Paulo possui um histórico de ações, projetos e planos ligados ao urbanismo e ao planejamento urbano que podem ser traçados até as administrações de Antônio da Silva Prado, Barão de Duprat, Washington Luís e completado por Francisco Prestes Maia. Porém, de uma forma geral, a cidade constituiu-se ao longo do século XX, saltando de vila à metrópole, por meio de uma série de processos informais ou irregulares de expansão urbana. Até meados da década de 1950, os planos apresentados para a cidade ainda possuíam um caráter haussmanniano, ou seja, eram baseados na ideia de "demolir e reconstruir". Podem-se citar planos como os apresentados pelo então prefeito Prestes Maia para o sistema viário paulistano (conhecido como Plano de Avenidas) ou o de Saturnino de Brito para as marginais do rio Tietê.
Em 1968 é proposto o Plano Urbanístico Básico que se desdobraria no Plano Diretor Integrado de Desenvolvimento de São Paulo, desenvolvido durante a gestão de Figueiredo Ferraz. O principal resultado deste plano foi aquilo que ficou conhecido como lei de zoneamento e que vigorou até 2004, quando foi substituída pelo atual Plano Diretor. Naquele zoneamento, aprovado em 1972, notava-se uma clara proteção às chamadas Z1 (zonas cuja definição de uso era exclusivamente residencial e era destinada às elites da cidade) e uma certa indefinição da maior parte da cidade, classificada como Z3 (vagamente regulamentada como "zona mista" mas sem definições mais claras a respeito de suas características). Desta forma, tal zoneamento incentivou o crescimento de bairros periféricos dotados de edifícios de baixo gabarito aliados a processos de especulação imobiliária ao mesmo tempo que valorizava regiões nas quais se permitia construir edifícios altos.
São Paulo possui uma miríade de tecidos urbanos. Os núcleos originais da cidade apresentam-se verticalizados, caracterizados pela presença de edifícios comerciais e de serviços; e as periferias desenvolvem-se, de forma geral, com edificações de dois a quatro andares — embora tal generalização certamente encontre exceções no tecido da metrópole. Comparada a outras cidades globais (como as cidades-ilha de Nova Iorque e Hong Kong), porém, São Paulo é considerada uma cidade de "edifícios baixos".
Todavia, é a terceira cidade no mundo em quantidade de prédios, de acordo com a página especializada em pesquisa de dados sobre edificações Emporis Buildings (2008), além de possuir muitos dos maiores arranha-céus do país, como o Mirante do Vale (também conhecido como Palácio Zarzur Kogan), com 170 metros de altura, que foi o edifício mais alto do país por 48 anos, e o Platina 220.
Tal heterogeneidade de tecidos, porém, não é tão previsível quanto o modelo genérico pode fazer imaginar. Algumas regiões centrais da cidade passaram a concentrar indigentes, tráfico de drogas, comércio ambulante e prostituição, o que incentivou a criação de novas centralidades do ponto de vista socioeconômico. A caracterização de cada região da cidade também passou por várias mudanças ao longo do século XX. Com o deslocamento de indústrias para outras cidades ou estados, várias áreas que antes abrigavam galpões de fábricas transformaram-se em áreas comerciais ou mesmo residenciais.
A mais caracterizada mudança no perfil econômico da cidade, porém, é o chamado vetor sudoeste, área da cidade que engloba as regiões oeste e centro-sul. A expressão refere-se à tendência do mercado imobiliário (e das empresas em geral) em "levar" o centro da cidade para regiões antes consideradas periféricas, seguindo em geral a direção nordeste-sudoeste, com algumas poucas exceções. Esta tendência pode ser acompanhada desde as primeiras décadas do século XX: partindo da região do Triângulo histórico (núcleo original da cidade), a centralidade socioeconômica da cidade (que difere da centralidade geográfica) passou para a região do Centro Novo (do outro lado do Vale do Anhangabaú), e mais tarde para a região da avenida Paulista.
Nas últimas duas décadas do século XX, este processo tem levado tal centralidade principalmente para a região das avenidas Faria Lima e Berrini. Fora dessa região, existem também outras áreas como os distritos de Tatuapé e Santana, que também se desenvolveram e tornaram-se centralidades socioeconômicas regionais, funcionando ainda como polo de comércio, serviços e lazer para outras localidades fora do eixo de desenvolvimento principal do município. O Tatuapé, por exemplo, abriga os dois dos arranha-céus mais altos da cidade, o Platina 220, edifício de 172 metros, e o Figueira Altos do Tatuapé possui 168 metros de altura e 50 andares.

### Déficit habitacional

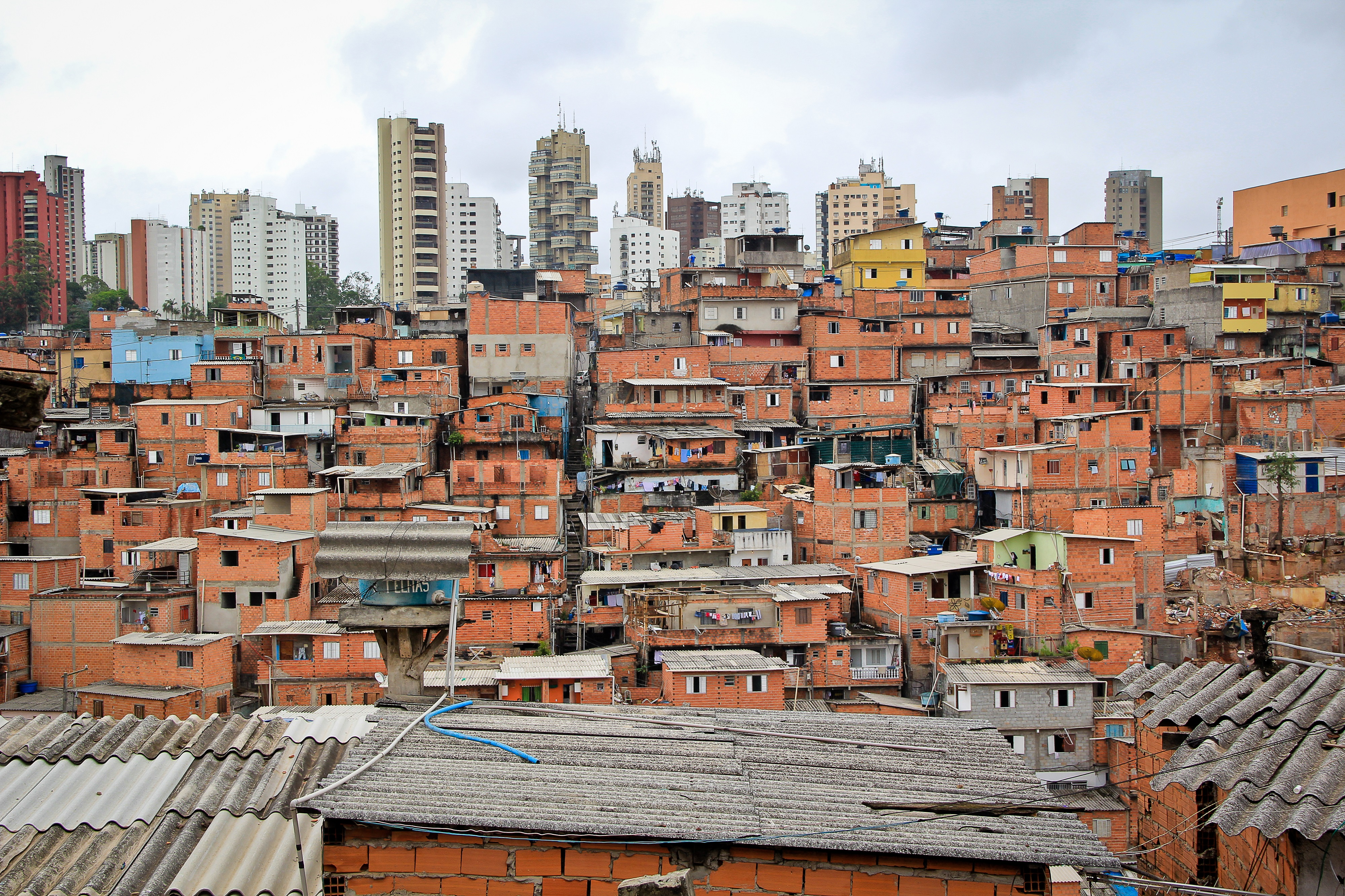
Favela de Paraisópolis, no distrito de Vila Andrade, com edifícios residenciais ao fundo

No entanto, segundo dados do censo de 2000 do IBGE, da fundação SEADE e de pesquisas feitas pela prefeitura de São Paulo no período 2000–2004, o município apresentava até aquele momento um déficit de aproximadamente 800 000 unidades habitacionais. Isto equivaleria, segundo tais pesquisas, a aproximadamente três milhões de cidadãos sem acesso à habitação formal ou em habitações precárias: nestes números constam a população de loteamentos clandestinos e irregulares, a população moradora de favelas e a população moradora de cortiços. Tal déficit equivaleria, segundo alguns autores, a aproximadamente um décimo de todo o déficit habitacional nacional (estimado em aproximadamente oito milhões de unidades). Em 2006, dos 1 522,986 km² do município de São Paulo, 31 km² eram ocupados por mais de 2 000 favelas.
Aliado ao problema do déficit habitacional está o fato de que, ainda segundo dados das pesquisas em distritos censitários do IBGE e da fundação SEADE, a cada ano as áreas centrais da cidade — correspondentes às regiões centrais tradicionais e àquelas ligadas ao já citado vetor sudoeste — apresentam uma taxa negativa de crescimento demográfico (de -5% entre 2000 e 2008).

### Saúde

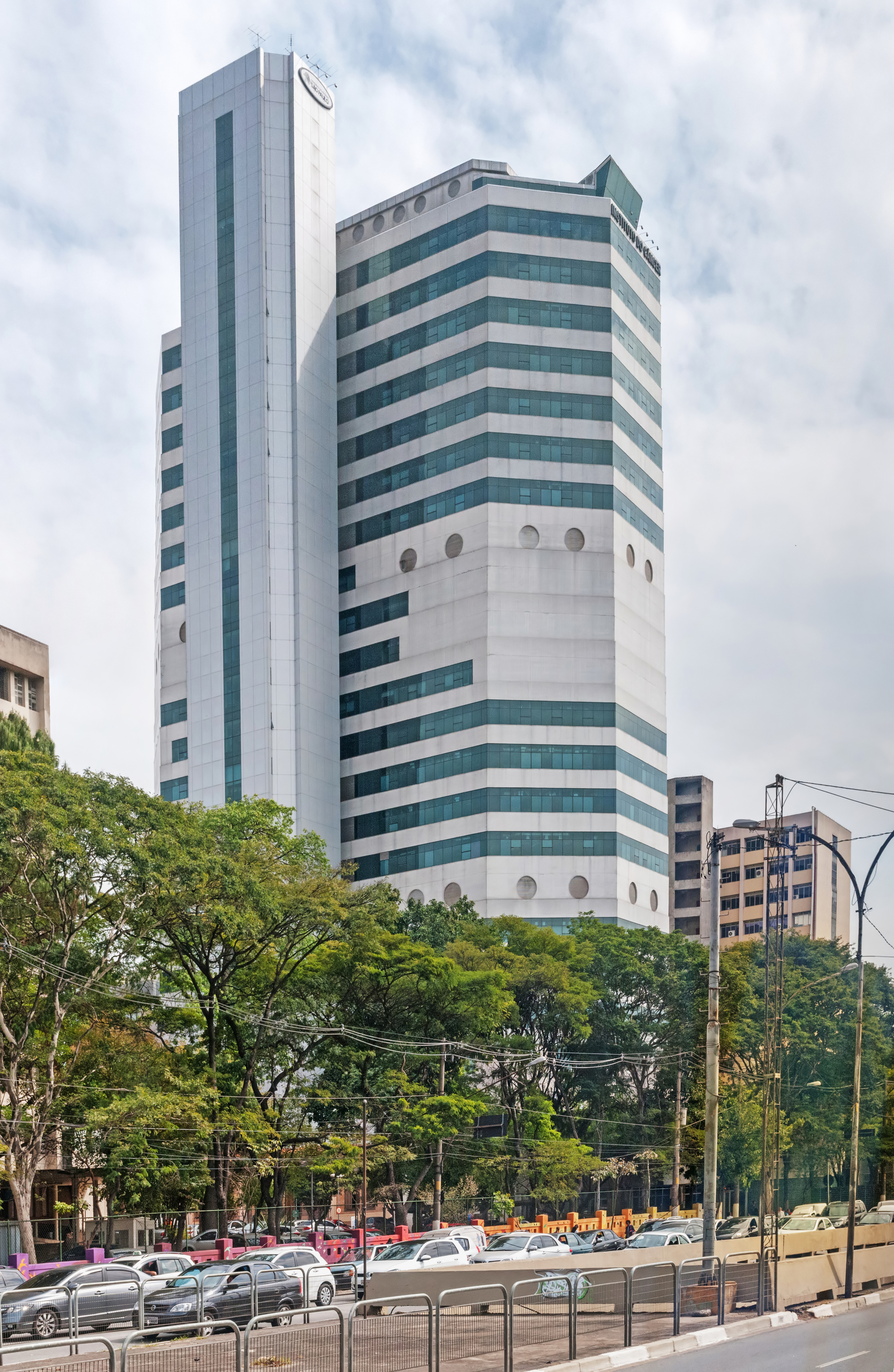
Instituto do Câncer do Hospital das Clínicas da USP, o maior complexo hospitalar da América Latina

São Paulo é um dos principais polos de saúde na América Latina. Entre seus melhores hospitais estão o israelita Hospital Albert Einstein, classificado como o melhor da América Latina, o Hospital das Clínicas da Universidade de São Paulo, o maior complexo hospitalar latino-americano, o Hospital Sírio-Libanês e o Instituto do Câncer, o maior centro de oncologia da América Latina.
O município é a sede de instituições de todos os três níveis de governo: federal, estadual e municipal. O setor privado de saúde também é relevante e a grande parte dos melhores hospitais brasileiros está localizada na cidade. Os serviços públicos de saúde são geralmente de responsabilidade do governo municipal e estão espalhados por todo o território municipal, com um total de 770 unidades básicas de saúde (UBS), clínicas ambulatoriais e de emergência, e 17 hospitais.
A Secretaria Municipal de Saúde tem 112 355 funcionários, entre eles mais de 16 461 médicos e 12 069 enfermeiros. Em setembro de 2009, a cidade de São Paulo tinha 32 553 ambulatórios, centros e escritórios de profissionais (médicos, dentistas e outros); 217 hospitais, com 32 554 leitos; 137 745 profissionais de saúde, sendo 28 316 médicos.

### Transportes
Os dois principais meios de transporte público (o ferroviário e os ônibus) são administrados por esferas diferentes: o Metrô de São Paulo, a Companhia Paulista de Trens Metropolitanos (CPTM) e a Empresa Metropolitana de Transportes Urbanos de São Paulo (EMTU), são empresas cujo sócio principal é o Estado de São Paulo, enquanto o sistema de ônibus municipais (composto por diversas empresas particulares) responde à São Paulo Transporte (SPTrans), entidade municipal.
Rodoviário
A cidade de São Paulo sofre um problema comum a outras grandes metrópoles mundiais: o grande congestionamento de carros em suas principais vias. O transporte coletivo, no entanto, representa um papel fundamental no dia a dia da metrópole. São Paulo conta com uma imensa estrutura de linhas de ônibus, com uma frota de cerca de 15 000 unidades entre ônibus comuns e articulados (cerca de 10 000), trólebus (215 veículos) e micro-ônibus (cerca de 5 000). Em 2003, iniciou-se uma grande reformulação no sistema de transporte público na cidade que reduziu significativamente o grande número de lotações clandestinas, que em sua maioria foram recadastradas e organizadas em cooperativas. Na cidade, em média, existe um veículo para cada dois habitantes, totalizando mais de 6 milhões de unidades (dados de 2008). Além disso, São Paulo possui a terceira maior frota de táxis da América Latina e a maior frota de helicópteros do mundo.
Na zona norte da cidade encontra-se o Terminal Rodoviário Tietê, o segundo maior do mundo, atrás do PABT em Nova Iorque. Existem também outros terminais rodoviários, como o Terminal Intermodal da Barra Funda (zona oeste), com destinos para outros estados brasileiros, e o Terminal Intermunicipal Jabaquara (zona sul), com linhas de ônibus para várias cidades do litoral paulista.
O sistema viário do município é notadamente heterogêneo, especialmente do ponto de vista rodoviário. A cidade é cortada por duas grandes vias que têm papel estruturador, tanto na escala infraurbana quanto na metropolitana: a Marginal Tietê e a Marginal Pinheiros. Estas duas "artérias" são consideradas as principais vias estruturais (ou vias expressas) do município, sendo que, a elas, conectam-se diversas rodovias estaduais e federais. Também está em construção o último trecho Rodoanel Mário Covas, que permitirá o acesso a vários municípios da região metropolitana de São Paulo.
O Rodoanel Mário Covas (SP-21) é um anel rodoviário de 176 km de extensão que circunda a região central da Grande São Paulo. Construído ao longo de duas décadas (com a conclusão da última etapa prevista para 2025), o Rodoanel conecta todas as dez rodovias estaduais ou federais que passam pela Grande São Paulo, criando rotas alternativas que evitam, por exemplo, que caminhões vindos do interior do estado com destino ao porto de Santos circulem pelas vias urbanas já congestionadas da região metropolitana. A rodovia é dividida em 4 trechos, construídos em etapas separadas e operados por duas concessionárias diferentes. O primeiro trecho a ser aberto, o oeste, começou a ser construído em 1998 e foi inaugurado em 2002. O trecho sul foi aberto em 2010, e o leste em 2014. O trecho norte, ainda em construção.
O congestionamento de veículos na cidade é recorrente, principalmente, mas não restrito, aos horários de pico. Desde 1996, a prefeitura adota medidas paliativas para amenizar os problemas causados pelo trânsito, como a adoção do Rodízio Municipal, a restrição de estacionamentos (Zona Azul) e de circulação de caminhões e veículos de carga. O recorde de congestionamento da cidade foi o de 344 km, em maio de 2014.
Ferroviário
A malha metro-ferroviária da cidade tem cerca de 377 km de extensão e 184 estações de embarque, sendo composta por 104,4 km e 91 estações de metrô (14,6 km em monotrilho), além de 273 km de linhas e 94 estações de trens metropolitanos.
O Metrô de São Paulo opera 104 km da rede, com seis linhas em operação, atendendo 91 estações. Em 2015, o metrô atingiu a marca de 11,5 milhões de passageiros por milha de linha, 15% superior a 2008, quando foram levados 10 milhões de usuários por milha. É a maior concentração de pessoas em um único sistema de transporte do mundo, segundo a empresa. A empresa ViaQuatro, concessionária privada, opera a Linha 4 do sistema. Em 2014, o Metrô de São Paulo foi eleito o melhor sistema de metrô das Américas. A Linha 15 (Prata) é o primeiro monotrilho de transporte coletivo da América do Sul.
O Trem Metropolitano de São Paulo adiciona 273 km de trens urbanos, com sete linhas e 94 estações. O sistema transporta cerca de 2,8 milhões de passageiros por dia. Em 8 de junho de 2018, a CPTM estabeleceu um recorde de passageiros durante a semana com 3 096 035 viagens. A Linha 13 — Jade liga São Paulo ao Aeroporto Internacional de São Paulo, no município de Guarulhos, o primeiro grande aeroporto internacional da América do Sul a ser servido diretamente por transporte ferroviário.
A CPTM administra a maior parte da rede de trens metropolitanos, enquanto a Motiva (antigo Grupo CCR), (por meio das concessionárias ViaQuatro e ViaMobilidade) opera as linhas 4 — Amarela e 5 — Lilás do metrô, além de também administrar (por meio da concessionária ViaMobilidade) as linhas 8 – Diamante e 9 – Esmeralda do sistema de trens metropolitanos. As redes de metrô e trens metropolitanos transportam em média quase 7 milhões de pessoas por dia, enquanto outros 2 milhões de passageiros são transportados pelos ônibus da EMTU diariamente.
Aeroviário
A cidade é atendida pelo Aeroporto de Congonhas/São Paulo, que serve voos domésticos e é considerado o aeroporto executivo do Brasil em função do grande número de passageiros que viajam a negócios entre São Paulo e outros grandes centros, como Rio de Janeiro e Brasília.
O Aeroporto Internacional de São Paulo-Guarulhos, localizado na município de Guarulhos, serve voos domésticos e internacionais, sendo o principal aeroporto internacional do Brasil e segundo mais movimentado da América Latina em número de passageiros transportados (após o Aeroporto Internacional da Cidade do México) e um dos 30 mais movimentados do planeta.
Também há o Aeroporto Campo de Marte, que serve para helicópteros e aviões de pequeno porte, sendo o único aeroporto da cidade ainda administrado pela estatal Infraero.

### Educação e ciência
A cidade de São Paulo tem um sistema de ensino primário e secundário, público e privado, e uma variedade de profissionais de escolas técnicas. Com 2 725 estabelecimentos de ensino fundamental, 2 998 unidades pré-escolares e 1 199 escolas de nível médio, a rede de ensino da cidade é a mais extensa do país. Ao total, são 2 850 133 matrículas e 153 284 docentes registrados. Contemplado por expressivo número de renomadas instituições de ensino e centros de excelência, São Paulo é o maior polo de pesquisa e desenvolvimento do Brasil, responsável por 35% da produção científica nacional entre 2006 e 2015, ante 28% segundo dados de 2005, e por mais de 40% das patentes produzidas no país. Em 2020, foi criado o Centro Internacional de Tecnologia e Inovação para promover a ciência, tecnologia e inovação e tornar a cidade uma referência global nesses setores. A cidade é um dos principais centros de ciência de alto impacto mundial.
O fator "educação" do IDH no município atingiu em 2010 a marca de 0,725 — patamar considerado alto, em conformidade aos padrões do Programa das Nações Unidas para o Desenvolvimento (PNUD) — ao passo que a taxa de analfabetismo indicada pelo último censo demográfico do IBGE (2021) foi de 3,18%.
De acordo com dados do Portal QEdu, o município obteve uma nota média de 5.1 no IDEB 2021 (Índice de Desenvolvimento da Educação Básica) para os anos finais do ensino fundamental. A nota é menor do que a média estipulada, que era de 5.9. Já nos anos iniciais, a cidade apresentou a nota média de 5.9, também abaixo da meta, que é de 6.4. A nota média da cidade para anos finais ficou dentro da meta nacional (5.1), enquanto a média para os anos iniciais ficou acima da meta nacional (5.8). Contudo, em algumas regiões periféricas e empobrecidas, o aparato educacional público de nível médio e fundamental é ainda deficitário, dada a escassez relativa de escolas ou recursos. Nesses locais, a violência costuma impor certas barreiras ao aproveitamento escolar, constituindo-se em uma das causas preponderantes à evasão ou ao aprendizado carencial.
No cenário atual, destacam-se importantes universidades públicas e privadas, muitas delas consideradas centros de referência em determinadas áreas. Entre as muitas instituições de ensino superior, podem-se destacar o Instituto Federal de São Paulo (IFSP), a Universidade Federal de São Paulo (UNIFESP), a Universidade Estadual Paulista (UNESP) e a Universidade de São Paulo (USP), criada em 1934, quando incorporou a histórica Faculdade de Direito de São Paulo, no Largo de São Francisco. Apenas a USP é responsável também pela formação do maior número de mestres e doutores do mundo, bem como responsável por metade de toda a produção científica do estado de São Paulo e mais de 25% da brasileira. Instituições filiadas à USP incluem o Instituto Butantan, pólo de pesquisa biomédica fundado em 1901, e atualmente vinculado à Secretaria de Saúde de São Paulo, fabrica antígenos e vacinas diversos, e é o maior produtor nacional de soros antiofídicos.
O município também possui universidades particulares de grande reputação nacional e internacional, como o Centro Universitário Belas Artes de São Paulo, Pontifícia Universidade Católica de São Paulo (PUC-SP) e a Universidade Presbiteriana Mackenzie, além de diversos institutos de ensino superior e pesquisa em áreas específicas, entre os quais podem ser destacados a Fundação Armando Álvares Penteado (FAAP) (engenharia, artes e ciências humanas), a Fundação Getúlio Vargas (FGV) (administração e direito) e a Escola Superior de Propaganda e Marketing (ESPM).

## Cultura
São Paulo é considerada polo cultural no Brasil, tendo-se consolidado como local de origem de toda uma série de movimentos artísticos e estéticos ao longo da história do século XX. Apesar de tradicionalmente rivalizar com o Rio de Janeiro o status de sede das principais instituições culturais do país, é em São Paulo que existe o maior mercado para a cultura, tendo hoje se consolidado como uma das principais capitais culturais do Brasil e da América Latina. Ficou na 5.ª posição mundial no quesito "cultura" da publicação World's Best Cities (2023).

### Eventos e museus
A cultura da cidade de São Paulo foi largamente influenciada pelos diversos grupos de imigrantes que ali se estabeleceram, principalmente italianos. São Paulo possui uma ampla rede de teatros, casas de show e espetáculo, bares e grandes eventos culturais como a Bienal de São Paulo, Virada Cultural e o São Paulo Jazz Festival. Instituições de ensino, museus e galerias de arte não raro empregam superlativos em suas descrições (sedia, por exemplo, a maior universidade pública do país — a Universidade de São Paulo — a maior universidade privada — a Universidade Paulista — e a maior casa de espetáculos do país, a Vibra São Paulo).
Entre os museus mais famosos da cidade estão Museu de Arte de São Paulo (MASP), o Museu do Ipiranga, o Museu de Arte Sacra, o Museu da Língua Portuguesa, a Pinacoteca do Estado de São Paulo, entre outras instituições de renome. Também abriga um dos cinco maiores parques zoológicos do mundo, o Parque Zoológico de São Paulo.

### Literatura

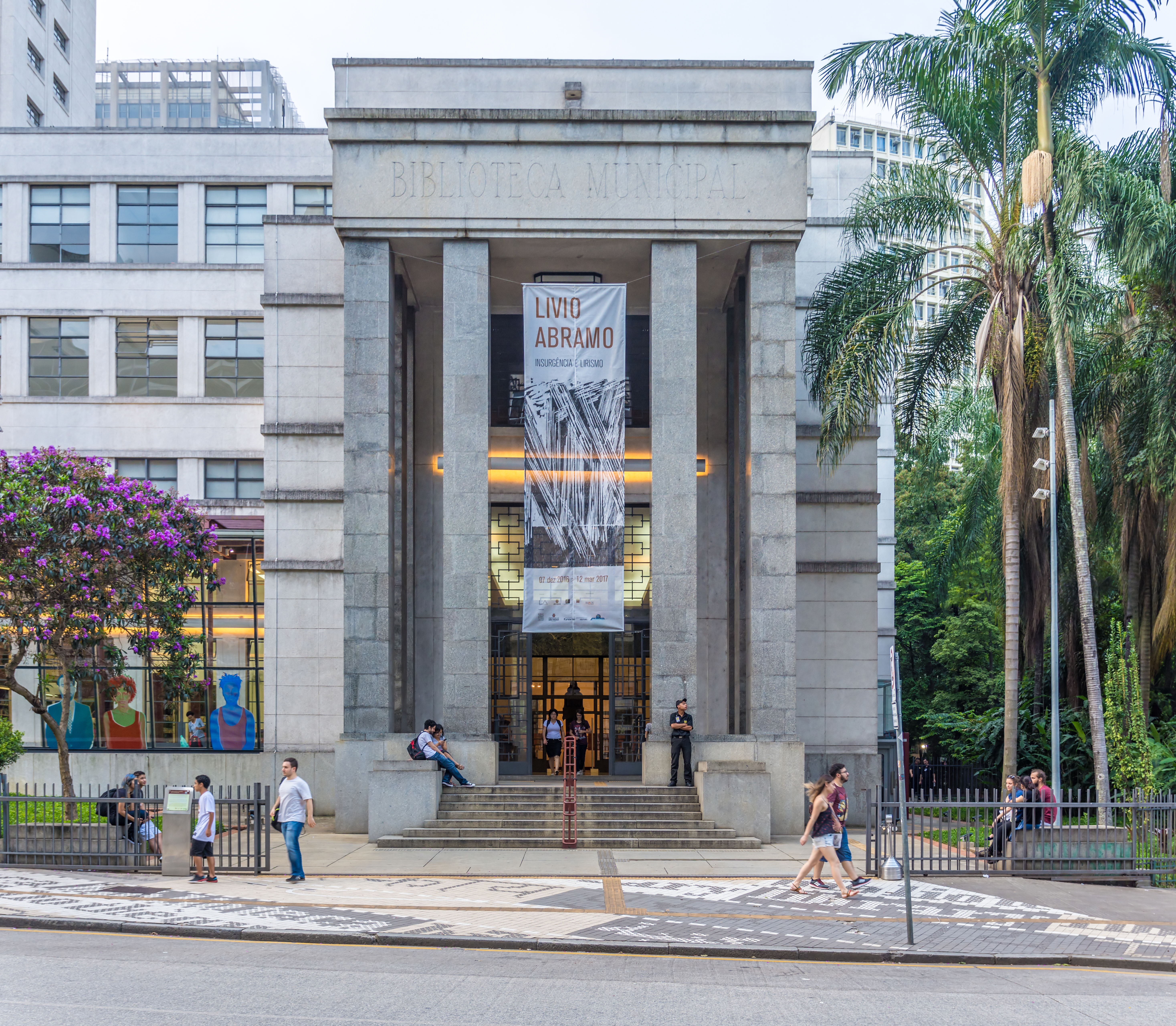
Biblioteca Mário de Andrade

A literatura na cidade de São Paulo começa com a chegada dos missionários da Companhia de Jesus, cujos membros são conhecidos como jesuítas, no início do século XVI. Os padres jesuítas Manuel da Nóbrega e José de Anchieta são considerados os fundadores da capital paulista.
Durante o século XIX a cidade teve grandes nomes da literatura como o escritor Álvares de Azevedo, representante da fase ultrarromântica do romantismo. Porém, os escritores paulistanos só atingem independência cultural e projeção nacional no início do século XX, com o movimento modernista brasileiro, principalmente após a realização da Semana de Arte Moderna em 1922. Durante essa época surgem importantes escritores da literatura brasileira como Mário de Andrade e Oswald de Andrade, responsáveis pela introdução do modernismo no país e produtores de uma extensa e importante obra literária, dramatúrgica e crítica para a cultura brasileira.

### Música

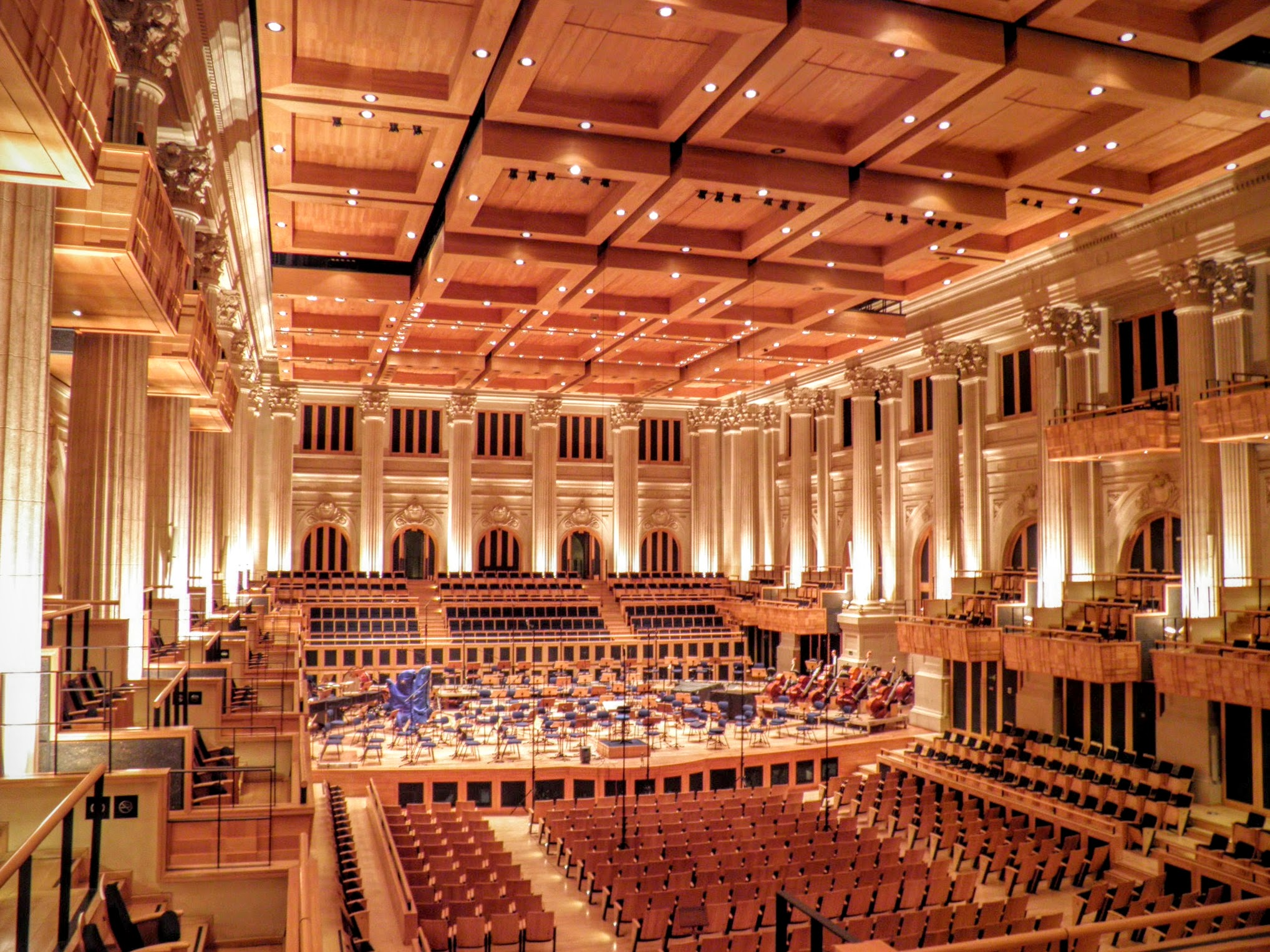
OSESP na Sala São Paulo, classificada como uma das dez melhores casas de concerto do mundo pelo The Guardian

A cidade possui nomes de renome como Adoniran Barbosa, cujos sucessos mais lembrados são Saudosa Maloca e Trem das Onze, e os Demônios da Garoa, grupo de samba da década de 1940 ainda em atividade considerado o "Conjunto Vocal Mais Antigo do Brasil em Atividade". O município também foi o berço de várias bandas de rock nas décadas de 1960, 1970 e 1980, como os Os Mutantes, o Ultraje a Rigor e os Titãs.
Entre os cantores paulistanos contemporâneos de maior reconhecimento, estão artistas como Ana Cañas, Criolo, Emicida, Maria Gadú, Maria Rita, Mallu Magalhães, Marcelo Jeneci, Racionais MC's, Tiê, entre outros. São Paulo também é um dos principais centros de música erudita do Brasil, sendo local de nascimento de compositores internacionalmente reconhecidos como Osvaldo Lacerda e Amaral Vieira, e palco durante o ano todo de apresentações de concertos e óperas em suas diversas salas, como a Sala São Paulo, o Teatro Municipal de São Paulo, o Teatro São Pedro e o Teatro Alfa. A Orquestra Sinfônica do Estado de São Paulo (Osesp) é considerada o melhor conjunto sinfônico da América Latina.

### Mídia

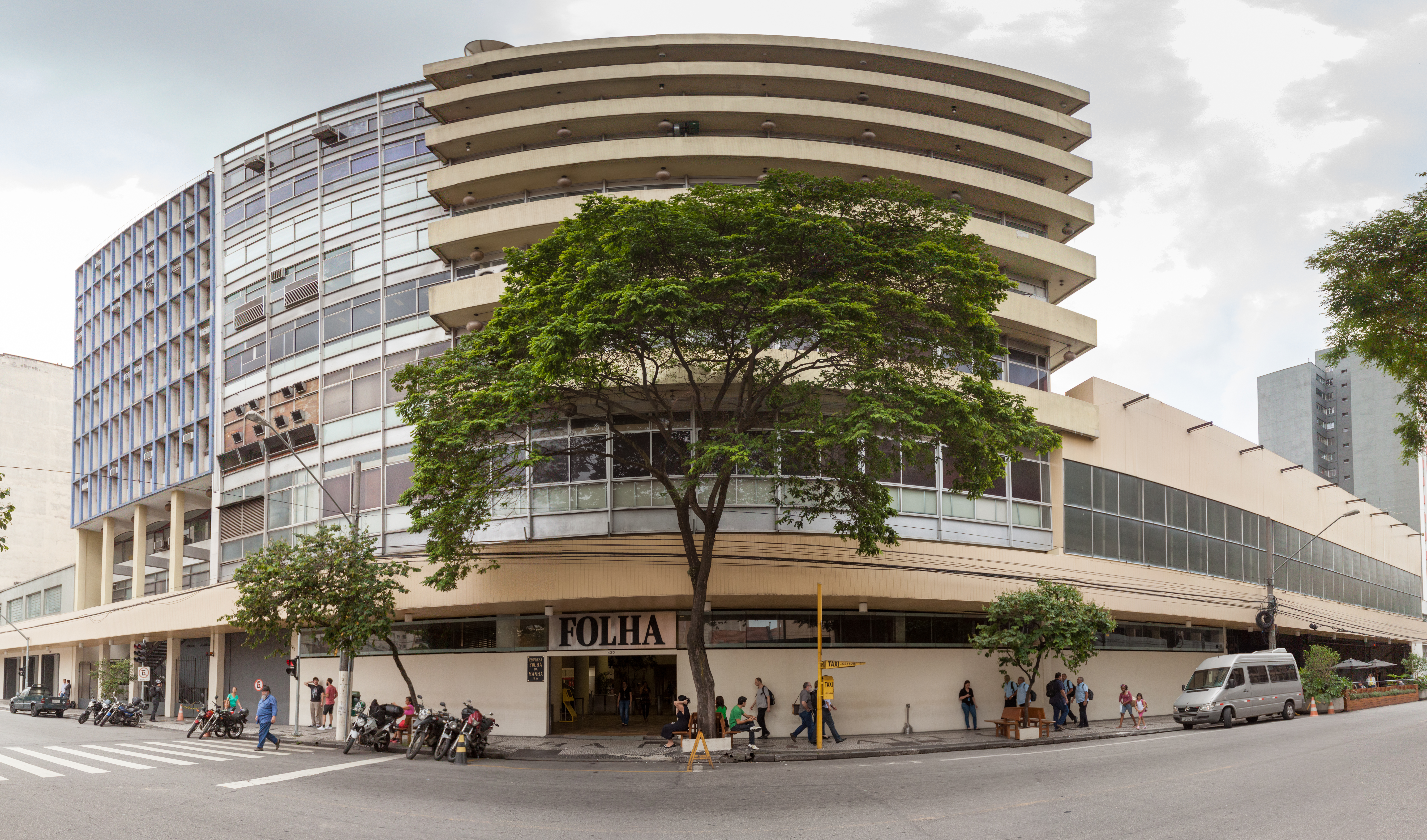
Sede do Grupo Folha

São Paulo é um dos principais centros de comunicação do Brasil e da América Latina, por reunir em seu território a sede de vários grandes grupos de comunicação. Dois dos jornais mais influentes do país são publicados na cidade, ambos com reputação internacional: a Folha de S.Paulo e O Estado de S. Paulo (o jornal mais antigo da cidade ainda em circulação).
No campo da televisão, a cidade foi pioneira com a criação da primeira emissora do país, a TV Tupi, pelo empresário Assis Chateaubriand, em setembro de 1950. A cidade também foi pioneira em publicidade, sendo que nela foi instalada a primeira agência de publicidade do país, chamada "A Eclética", em 1914. Atualmente, o município é um grande centro publicitário nacional e internacional. São Paulo também concentra um grande número de editoras que produzem algumas das principais publicações do Brasil. Entre elas destaca-se o Grupo Abril.

### Esportes
A cidade sedia anualmente eventos esportivos de importância nacional e internacional, como o Grande Prêmio de São Paulo de Fórmula 1, realizado no Autódromo de Interlagos, e a tradicional Corrida de São Silvestre, que ocorre desde 1925. A cidade conta também com um Jockey Club, onde a primeira corrida aconteceu em 29 de outubro de 1876. Entre os principais eventos dos quais São Paulo já foi sede, estão a Copa do Mundo FIFA de 1950, os Jogos Pan-Americanos de 1963 e o Mundial Interclubes de 2000, além de ser a cidade-sede que recebeu a Abertura da Copa do Mundo FIFA de 2014 (e mais cinco partidas do mesmo torneio).
O município é sede de três grandes clubes brasileiros de futebol: Palmeiras, Corinthians, e São Paulo. Além do chamado "Trio de Ferro", ainda conta com outras agremiações futebolísticas, como a Portuguesa, o Juventus, o Nacional e o Barcelona. Além dos clubes atuais, São Paulo teve vários clubes históricos na "Era Amadora do Futebol Paulista" que conquistaram o Campeonato Paulista de Futebol no início do século XX, como o São Paulo Athletic, primeiro campeão paulista e único clube brasileiro pelo qual jogou Charles Miller que trouxe o futebol para o Brasil, o Paulistano e a AA das Palmeiras, cujos dissidentes posteriormente formaram o São Paulo FC, o Germânia, que foi obrigado a trocar de nome durante a Segunda Guerra Mundial e passou a se chamar Esporte Clube Pinheiros, o Americano, o Internacional e o São Bento.
No basquete, São Paulo conta com quatro equipes na NBB: Paulistano,Pinheiros, Corinthians e São Paulo. O Palmeiras disputou a NBB até a temporada 2014-15, mas desde então o esporte está em hiato no clube. No vôlei, somente o Pinheiros disputa a Superliga Feminina, mas nenhuma equipe paulistana disputa a Superliga Masculina. No futsal, a única equipe paulistana na Liga Futsal é o Corinthians.
No futebol americano masculino, atualmente nenhuma equipe participa da Liga BFA, porém quatro equipes disputaram a competição, Corinthians Steamrollers, São Paulo Storm, Lusa Lions e Palmeiras Locomotives. No entanto no feminino, São Paulo conta com a Portuguesa Avengers na Liga Feminina da BFA.
A cidade conta com cinco grandes estádios: Morumbi, do São Paulo FC; Pacaembu, da administração municipal; a arena Allianz Parque da S.E. Palmeiras; Estádio do Canindé, da Portuguesa de Desportos e a Arena do Corinthians, do Sport Club Corinthians Paulista, localizado em Itaquera, zona leste da cidade, com capacidade planejada para 48 000 pessoas. Conta também com diversos ginásios de vôlei e basquete, quadras de tênis, e muitas outras arenas esportivas, como o Estádio do Ibirapuera, destinado principalmente ao atletismo.

### Listas
- Lista das cidades mais populosas do mundo
- Lista de arranha-céus da cidade de São Paulo
- Lista de capitais brasileiras por IDH
- Lista de cidades por PIB
- Lista de municípios de São Paulo por IDH
- Lista de municípios de São Paulo por população
- Lista de subprefeituras de São Paulo por Índice de Desenvolvimento Humano
- Lista dos cem municípios mais populosos do Brasil (2010)
- Lista dos municípios de São Paulo por área
- Subprefeituras do município de São Paulo